# Municipio de La Paz (Estado de México)
El Municipio de La Paz, conocido popularmente como Los Reyes La Paz, es un municipio en el Estado de México, México. Está situado en el oriente del estado de México y al oriente de la Ciudad de México, con el que limita, por lo que forma parte de la Zona metropolitana del valle de México. 
El municipio cubre un área total de 26,71 km² y el censo del año 2005 divulgó una población de 232.54 habitantes. Su cabecera es la ciudad de Los Reyes Acaquilpan. El clima que predomina es el templado subhúmedo con lluvias en verano. Se encuentra, principalmente, sobre dos zonas orográficas: planicie lacustre con pendientes bajas en el oriente y la zona del volcán El Pino con pendientes variables entre 5% y 25%. El único cuerpo de agua es el río La Compañía.
El territorio municipal perteneció a la región acolhua hasta la Conquista española; a partir de entonces, surgieron los cuatro pueblos originales del municipio: La Magdalena Atlicpac, San Sebastián Chimalpa, San Salvador Tecamachalco y Los Reyes Acaquilpan. En 1875 se fundó el municipio con el nombre de La Magdalena, incluyendo a los pueblos de La Magdalena, San Sebastián y Tecamachalco. En 1888 se agregó el pueblo de Los Reyes y un año después se le cambió el nombre a municipio de La Paz, con el pueblo de Los Reyes como cabecera municipal. Después de la Revolución mexicana comenzó el reparto de ejidos entre los campesinos. A partir de 1960 se inició la urbanización del municipio.
La economía del municipio se basa principalmente en la industria, que abarca el 12,37% del área municipal, seguida del sector terciario, que ocupa la mayoría de las unidades económicas aunque produce pocos empleos. El sector primario es casi nulo, ya que las condiciones de la zona no son apropiadas para la agricultura debido a la urbanización y al deterioro del suelo ni favorecen el desarrollo de la ganadería.
En esta zona inician tres carreteras que comunican a la Ciudad de México con el oriente del estado de México y con el estado de Puebla: la autopista México-Puebla y las carreteras México-Puebla y México-Texcoco. La línea A del Metro de la Ciudad de México también sirve este municipio.

## Toponimia

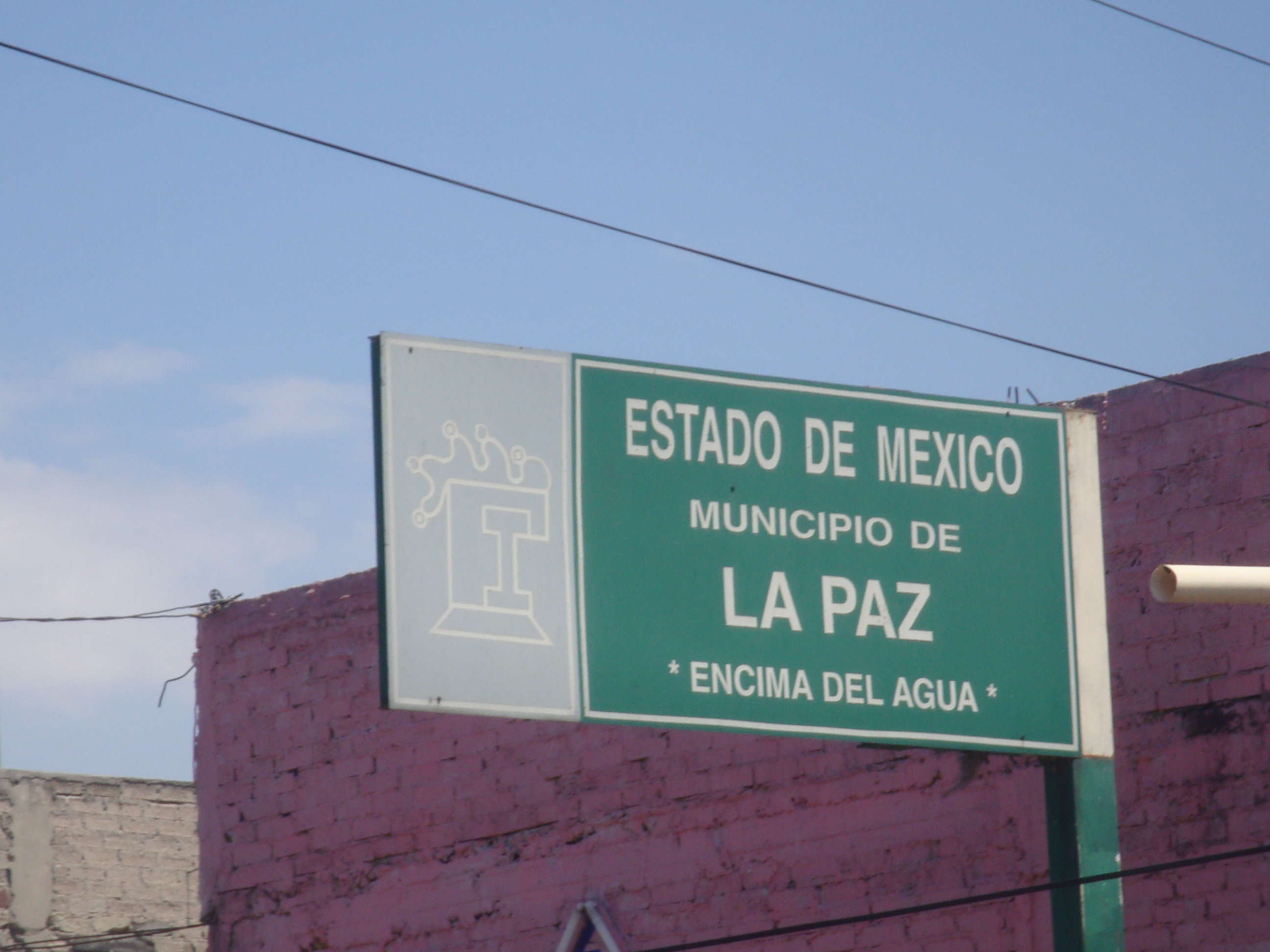
El glifo que representaba anteriormente al municipio era el de La Magdalena Atlicpac, que significa encima del agua.

El municipio recibe el nombre de La Paz porque en la época prehispánica los tlatoanis se reunían en este lugar para firmar acuerdos de paz.
El Almanaque del estado de México indica, en cambio, que el nombre podría deberse a la "tradicional quietud del lugar".
Se le agrega el prefijo Los Reyes, como se le conoce masivamente a la zona, debido al nombre de la cabecera municipal.

### Glifo
El antiguo glifo del municipio estaba representado por una casa y el símbolo náhuatl del agua, el cual corresponde al pueblo de Atlicpac, anterior cabecera municipal, cuyo nombre significa encima del agua. En 2006 el gobierno municipal eligió el glifo de Acaquilpan, la actual cabecera municipal, para representar al municipio. Este escudo es el contorno del símbolo náhuatl que representa la palabra Acaquilpan y que consiste en una vasija más el símbolo del agua con cañas y quelites. El símbolo tiene los siguientes significados: sobre los carrizos con hierba comestible, sobre las cañas con quelites o sobre los carrizos verdosos.

## Historia

### Época prehispánica

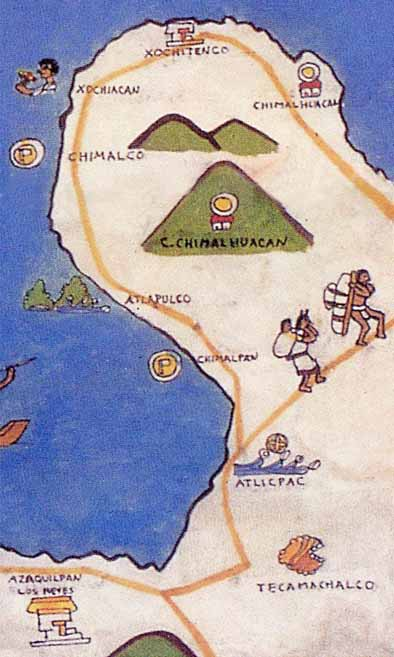
Códice que muestra a los pueblos que conforman a los actuales municipios de La Paz y Chimalhuacán.

El origen del municipio se remonta a un asentamiento que existió durante la fase Coyotlatelco (600 a. C.-800 a. C.). Al surgir Tula como un importante centro del Eje Neovolcánico alrededor del año 800 d. C., gran cantidad de los asentamientos surgidos en la fase Coyotlateco fueron abandonados y sus pobladores se reubicaron en nuevos lugares, como la actual zona arqueológica de la Pirámide de Los Reyes.
En esta época, cuando Tula era la urbe principal, existían aldeas de distintos tamaños. Los Reyes era una población intermedia: poseía un pequeño templo sobre el cual se organizaba el culto y la vida pública. Rodeando al templo se encontraba el asentamiento, el cual pudo llegar a tener cientos de habitantes.
Por su ubicación en las faldas del volcán de Santa Catarina, probablemente los habitantes de Los Reyes se dedicaron a la recolección de piedra basáltica, que era ocupada para la construcción, por ser el único material existente, además de cultivar y pescar en el cercano lago de Texcoco.
Con la destrucción de Tula cerca del año 1050, gran cantidad de sitios como Los Reyes fueron abandonados y posteriormente fueron poblados por los chichimecas. Con la llegada de grupos del norte identificados como chichimecas a la zona de la cuenca de México cerca del año 1200, sitios como el de Los Reyes fueron poblados nuevamente.
Los sitios que fueron ocupados por chichimecas alrededor del siglo XIII, crecieron de tal forma que Azcapotzalco, Tenayuca, Cuautitlán, Texcoco y Chalco fungieron como capitales de varias confederaciones a principios del siglo XV. Es probable que Los Reyes estuviera bajo el poder del sitio de Chimalhuacán, el cual rendía tributo a Texcoco, metrópoli de Acolhuacan. Es posible que Los Reyes en este periodo haya continuado con la actividad de extracción de piedra para construcción y en ese sentido se convirtió en un punto estratégico del estado texcocano.
El municipio de La Paz perteneció a la región dominada por los acolhuas, localizado antiguamente en Texcoco. En estos tiempos existían luchas de carácter económico y político, lo que generó una alianza entre Texcoco, Tacuba y Tenochtitlan contra el pueblo Xaltocan.
Texcoco formó parte de la Triple Alianza junto con los pueblos de Tenochtitlan y Tlacopan. Con la Conquista española, los miembros de esta alianza fueron sometidos, provocando un cambio de religión, costumbres y lengua, y el sitio de Los Reyes fue abandonado nuevamente.

### Época colonial
Se ha difundido erróneamente, la idea de que el territorio del municipio, en algún momento formó parte del marquesado del Valle de Oaxaca. El origen de aquel error, deriva de la confusión entre Los Reyes Coyoacán y Los Reyes Acaquilpan, debido a que el primero, efectivamente perteneció al marquesado del valle, por lo que se debe tener cuidado para evitar la confusión entre una y otra población. 
Los Reyes Acaquilpan dividen su historia colonial en dos vertientes, una que tiene que ver precisamente con el pueblo de los Reyes Acaquilpan y otra relacionada con los pueblos de la Magdalena Atlicpac, San Sebastián Chimalpa y San Salvador Tecamachalco. Los Reyes pertenecieron a las llamadas parcialidades de Tenochtitlán y durante la época colonial estuvo más ligado al pueblo de Santa Marta Acatitla, mientras que La Magdalena, San Sebastián y San Salvador formaron parte de la jurisdicción de Coatepec, sería hasta el siglo XIX que se daría la fusión de Los Reyes con las otras tres poblaciones. 
En el siglo XVI se construyó el templo de San Sebastián Mártir en el pueblo de Chimalpa. En el siglo XVII se edificó el templo de Santa María Magdalena en el pueblo de Atlicpac, mismo que recibió ese nombre religioso en 1617 por orden del virrey Diego Fernández de Córdoba. En 1625 surgió un litigio entre los habitantes de La Magdalena y Chimalhuacán.
En 1705 surgió un conflicto entre los pobladores de Chimalhuacán, Chimalpa y Atlapulco contra los de Atlicpac, que finalizó en 1719 con el fallo del litigio otorgado a Atlicpac. En 1722 comenzó otro litigio entre los habitantes de Tecamachalco y los de La Magdalena por invasión de tierras y daños a los cultivos. Estas comunidades llevaron a cabo las diligencias necesarias para que se otorgaran los títulos de propiedad de las tierras en ambas localidades.
Durante el siglo XVIII se construyeron los templos de San Salvador y los Santos Reyes en los pueblos de Tecamachalco y Acaquilpan, respectivamente.

### SigloXIX
No se registraron acontecimientos importantes hasta el año de 1875, cuando el día 4 de octubre el presidente Sebastián Lerdo de Tejada expidió el decreto 128, que decía:

Art. 1°. Se erigen en municipio los pueblos de La Magdalena Atlicpac, San Sebastián Chimalpa y Tecamachalco, de la municipalidad de Chimalhucan-Atenco  [sic] del distrito de Texcoco siendo su cabecera La Magdalena Atlicpac.

En 1882 se inauguró el ferrocarril Peralvillo-Los Reyes-Texcoco, facilitando el traslado de los habitantes a la Ciudad de México. En 1888 se agregó el pueblo de Acaquilpan al municipio de La Magdalena. Para 1899 por la legislatura Estatal se erige como municipio a La Paz, conformado con los pueblos La Magdalena Atlicpac (atl, agua y de icpac, encima y significa “encima del agua”), San Sebastián Chimalpa (de chunalli, escudo o rodela, de atl, agua de pan, significa: en el agua o río de los escudos), San Salvador Tecamachalco (tetl:piedra, de camachalli, quijadas de piedra y de co, en y significa” en las quijadas de la piedra”) y los Reyes Acaquilpan (“sobre las cañas con quelites”).

### SigloXX
En marzo de 1912, durante la Revolución mexicana, el municipio fue atacado por el coronel zapatista Hilario Chávez acompañado de veinticinco zapatistas que cortaron los servicios telegráficos y atacaron la estación de ferrocarril.
En 1927, con la reforma agraria que se estaba realizando a nivel nacional, los campesinos del municipio fueron dotados de ejidos.
Hasta 1960 el municipio estaba conformado por los cuatro pueblos fundados en la época colonial. En el periodo 1960-1970 inició la transformación de comunidad rural a urbana, con la creación de la mayoría de las colonias del municipio, como el Fraccionamiento Floresta, Valle de los Pinos, Ancón, etc. En 1977, Los Reyes se convirtió en ciudad y en 1991 fueron inauguradas las estaciones del metro Los Reyes y La Paz del Sistema de Transporte Colectivo Metro que comunican al municipio con la capital del país.

### SigloXXI
En el año 2001, durante el mandato del presidente municipal Dino Ortiz Rodríguez, se iniciaron los trabajos de demolición del antiguo palacio municipal y la construcción de uno nuevo, lo que dio origen a un conflicto entre el ayuntamiento y el INAH sobre si el inmueble poseía el carácter de monumento histórico o no, que finalizó con la autorización por parte del INAH para la construcción del nuevo palacio municipal.

## Geografía

### Localización y área
Se ubica en el oriente del Estado de México y ocupa una superficie de 26,71 km².
Limita al norte con los municipio de Nezahualcóyotl, Chimalhuacán y Chicoloapan; al sur con los municipios de Ixtapaluca y Valle de Chalco Solidaridad; al oriente con Chicoloapan e Ixtapaluca y al poniente específicamente con la alcaldía Iztapalapa de la Ciudad de México. Se ubica en las coordenadas 20° 22´ Latitud Norte y 98° 59´ Longitud Oeste. Tiene una altitud de 2250 metros sobre el nivel del mar.
es importante mencionar que se encuentra la caldera chica y la caldera grande que es un volcán apagado en donde siembran los ejidatarios del lugar y está en los límites de los municipios de Valle de Chalco, Ixtapaluca y la Ciudad de México.
| Noroeste: Nezahualcóyotl              | Norte: Chimalhuacán              | Noreste: Chicoloapan           |
| Oeste: Iztapalapa, Ciudad de México   |                                  | Este: Chicoloapan e Ixtapaluca |
| Suroeste Iztapalapa, Ciudad de México | Sur: Valle de Chalco Solidaridad | Sureste: Ixtapaluca            |

### Orografía

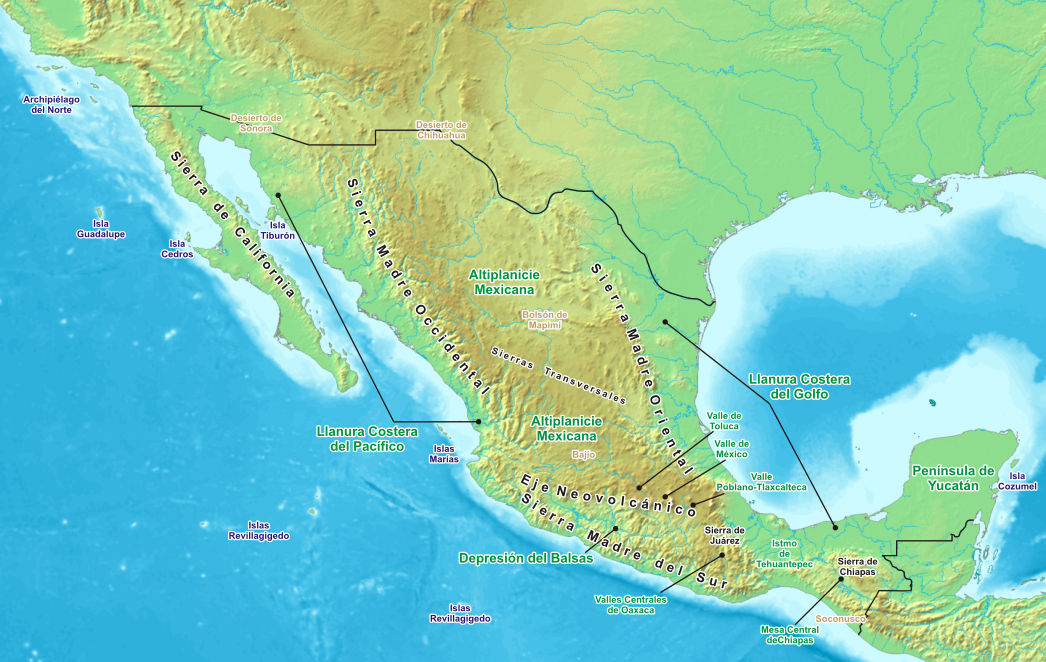
Los Reyes La Paz se encuentra en el Sistema Neovolcánico Transversal, llamado también Eje Neovolcánico.

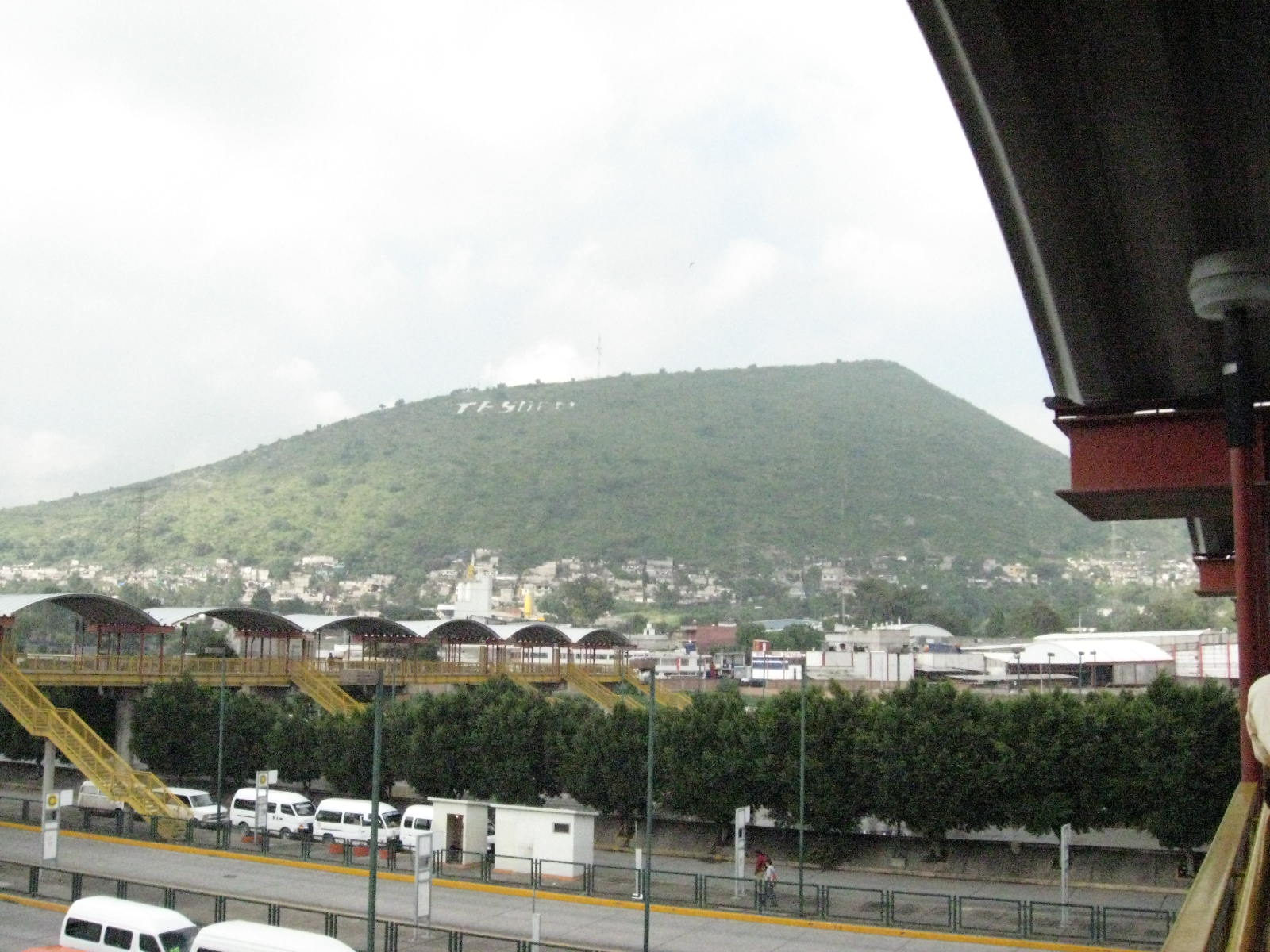
Volcán apagado La Caldera.

El municipio se encuentra en el Eje Neovolcánico Transversal, en la subprovincia Lagos y volcanes de Anáhuac, dentro de tres regiones morfológicas: planicie lacustre en la zona poniente del municipio, lomeríos y piedemontes de colinas redondeadas en los cerros Chimalhuache y El Pino y la Sierra de Santa Catarina en el volcán La Caldera.
Además se localiza sobre dos regiones orográficas bien definidas: la primera zona, una extensa llanura en el occidente del municipio perteneciente a la planicie lacustre de la cuenca de México, en una porción correspondiente al antiguo Lago de Texcoco, con una altitud máxima de 2260 m s. n. m. Las pendientes en dicha zona son inferiores al 5%. La segunda zona es la ladera ubicada al poniente del volcán El Pino, que es un edificio monogenético del cenozoico superior que rebasa los 2700 metros de altitud. Posee pendientes que oscilan entre el 5% y más del 25%.
Adicionalmente, existe otra unidad orográfica bien definida y diferenciada de las dos ya mencionadas, aunque con un menor tamaño: el volcán La Caldera, un cono freático magmático del cuaternario, mucho más joven que el volcán El Pino, y que presenta dos cráteres conocidos comúnmente como la caldera chica y la caldera grande, los cuales tienen un uso agrícola somero en su interior. Se trata de un cono muy bien conservado que rebasa la cota de los 2500 metros y cuyas laderas tienen pendientes superiores al 30%.
Finalmente, en el norte del municipio se ubica la parte final de la ladera del volcán Chimalhuache con su piedemonte, donde existen pendientes de entre 5% y 15%.

### Hidrografía
El municipio se ubica en la subcuenca del lago de Texcoco-Zumpango, que pertenece a la cuenca del río Moctezuma en la región hidrológica del valle de México-Pánuco. Solo cuenta con el canal de la Compañía —destinado a alojar las aguas negras del municipio—, que es el único cuerpo de agua permanente dentro del municipio. Al no poseer fuentes superficiales de agua, el municipio debe recurrir a la explotación y extracción de agua del subsuelo mediante seis pozos.

### Clima
En el municipio, según el sistema de clasificación climática de Köppen modificado por Enriqueta García, pueden reconocerse dos zonas climáticas notoriamente diferenciadas: una semiárida en el poniente del municipio, donde se ubica una planicie lacustre; y una subhúmeda en las zonas oriente y sur, que corresponden a las laderas de los volcanes El Pino y La Caldera.
La zona semiárida es del tipo BS1kw(w)(i’)g, que significa un clima seco semiárido con coeficiente de precipitación/temperatura inferior a 22,9, con menos de 5% de lluvia invernal y poca oscilación térmica. Adicionalmente, presenta una marcha de la temperatura tipo Ganges, que significa que el mes más cálido aparece antes del solsticio de verano.
La zona subhúmeda es del tipo C(w0)(w)b(i’)g, un clima templado subhúmedo con un coeficiente de precipitación/temperatura mayor a 43,2, con menos del 5% de lluvia invernal y poca oscilación térmica. Este clima también tiene una marcha de la temperatura del tipo Ganges.
| Parámetros climáticos promedio de La Paz | Parámetros climáticos promedio de La Paz | Parámetros climáticos promedio de La Paz | Parámetros climáticos promedio de La Paz | Parámetros climáticos promedio de La Paz | Parámetros climáticos promedio de La Paz | Parámetros climáticos promedio de La Paz | Parámetros climáticos promedio de La Paz | Parámetros climáticos promedio de La Paz | Parámetros climáticos promedio de La Paz | Parámetros climáticos promedio de La Paz | Parámetros climáticos promedio de La Paz | Parámetros climáticos promedio de La Paz | Parámetros climáticos promedio de La Paz |
| Mes                                      | Ene.                                     | Feb.                                     | Mar.                                     | Abr.                                     | May.                                     | Jun.                                     | Jul.                                     | Ago.                                     | Sep.                                     | Oct.                                     | Nov.                                     | Dic.                                     | Anual                                    |
| ---------------------------------------- | ---------------------------------------- | ---------------------------------------- | ---------------------------------------- | ---------------------------------------- | ---------------------------------------- | ---------------------------------------- | ---------------------------------------- | ---------------------------------------- | ---------------------------------------- | ---------------------------------------- | ---------------------------------------- | ---------------------------------------- | ---------------------------------------- |
| Temp. máx. abs. (°C)                     | 23.8                                     | 25.2                                     | 28.2                                     | 29.1                                     | 29.8                                     | 28.3                                     | 25.5                                     | 25.5                                     | 25.4                                     | 25.3                                     | 24.3                                     | 23.1                                     | '                                        |
| Temp. máx. media (°C)                    | 20.7                                     | 22.9                                     | 25.2                                     | 27                                       | 27.2                                     | 24.7                                     | 23.4                                     | 23.6                                     | 23.2                                     | 23.2                                     | 22.4                                     | 21.5                                     | 23.8                                     |
| Temp. mín. media (°C)                    | 4.3                                      | 5                                        | 8                                        | 10.3                                     | 11.6                                     | 12.1                                     | 11.6                                     | 11.6                                     | 11.2                                     | 9.2                                      | 6.3                                      | 5.3                                      | 8.9                                      |
| Temp. mín. abs. (°C)                     | 2.2                                      | 2.3                                      | 5.1                                      | 8                                        | 10.4                                     | 10.7                                     | 10.8                                     | 10.7                                     | 10.1                                     | 4.1                                      | 3.9                                      | 3.1                                      | '                                        |
| Precipitación total (mm)                 | 8.2                                      | 5.6                                      | 10.3                                     | 22.3                                     | 47                                       | 99.9                                     | 105.4                                    | 91                                       | 75.2                                     | 43.7                                     | 6                                        | 4.6                                      | 519.2                                    |
| Fuente: Servicio Meteorológico Nacional  |                                          |                                          |                                          |                                          |                                          |                                          |                                          |                                          |                                          |                                          |                                          |                                          |                                          |

### Flora y fauna
Pese al crecimiento de la mancha urbana se conservan algunas especies como cactus, quelites y verdolagas, mismas que se emplean para elaborar fustes; además existe el pino, cedro, pirul, manzano, limonero, entre otros.
La fauna del municipio ha disminuido por el deterioro ambiental. Ocasionalmente se pueden observar ardillas, hurones y tuzas, entre otros. También existe una gran cantidad de insectos, y algunas aves como ruiseñor y colibrí, roedores como ratas y ratones y animales domésticos como perros, gatos, caballos, vacas y puercos.

## Demografía
| Año  | Población | Periodo   | Incremento | Tasa   |
| ---- | --------- | --------- | ---------- | ------ |
| 1950 | 4194      |           |            |        |
| 1960 | 7880      | 1950-1960 | 3686       | 6,51%  |
| 1970 | 32 258    | 1960-1970 | 24 378     | 15,14% |
| 1980 | 99 436    | 1970-1980 | 67 178     | 11,92% |
| 1990 | 134 782   | 1980-1990 | 35 346     | 3,09%  |
| 1995 | 178 538   | 1990-1995 | 43 756     | 5,78%  |
| 2000 | 213 045   | 1995-2000 | 34 507     | 3,60%  |

Según los resultados del II Conteo de Población y Vivienda en el 2005, el municipio cuenta con 232 456 habitantes, de los cuales, 118 542 son mujeres.
En los últimos treinta años, la población del municipio ha aumentado un poco más de seis veces: de 35 258 habitantes en 1970 a 213 045 habitantes en 2000.
La tasa de crecimiento disminuyó del 5,78% anual entre 1990 y 1995 al 3,60% anual durante el periodo de 1995 a 2000. El crecimiento demográfico municipal ha sido de tipo lineal y ha estado emparejado con la ocupación progresiva de suelo que en algunos casos no es apto para usos urbanos.

### Indicadores demográficos
- Índice de desarrollo humano (IDH): En el año 2000, el IDH del municipio de La Paz presentó un coeficiente de 0,7926, ocupando el lugar 33 a nivel estatal, superado por escasa diferencia por el IDH promedio del estado de México, que fue de 0,7929. En el año 2005, el IDH municipal fue de 0,8407, aumentando al lugar 22 a nivel estatal y superando al IDH del estado de México, que fue de 0,8075.[20]

- Índice de desarrollo humano relativo al género: En el año 2000, el IDG del municipio mostró un coeficiente de 0,7828, por lo que ocupó el lugar 33 a nivel estatal y superado por el IDH estatal que fue de 0,7860. En el año 2005, el IDG municipal incrementó a 0,8343, por lo que el municipio estuvo en el lugar 22 a nivel estatal superando al IDG del estado que fue de 0,8031.[20]

- Marginación: El índice de marginación es de - 1,37835, por lo que es considerado muy bajo, ocupando el lugar 99 de 125 a nivel estatal y el 2270 a nivel nacional.[21]

- Alfabetismo: De la población mayor de 15 años, compuesta por 151 505 individuos en el año 2005, el 4,36% era analfabeta (aproximadamente 6605 personas) y el 15,88% no tenía sus estudios de educación primaria concluidos (alrededor de 24 058 personas).[19][21]

- Nacimientos: Según el estadísticas del INEGI en el 2010 hubo 5591 nacimientos, de los cuales 2790 fueron hombres y 2801 mujeres.

- Etnografía: Los tres grupos indígenas con mayor presencia en el municipio son:

Nahuas: con 1087 habitantes, de los cuales 581 son hombres y 506, mujeres.
Mixtecos: con 686 habitantes, de los cuales 342 son hombres y 344, mujeres.
Otomíes: con 406 habitantes, de los cuales 160 son hombres y 146, mujeres.
También tienen presencia importante los pueblos zapoteco, mazateco y totonaca.

## Política y gobierno

Principales localidades del municipio.

### División territorial
El municipio de La Paz está conformado por:
- Una cabecera municipal, que es la ciudad de Los Reyes Acaquilpan.
- Tres pueblos: La Magdalena Atlicpac, San Sebastián Chimalpa y San Salvador Tecamachalco, con sus respectivas delegaciones.
- 45 colonias con sus correspondientes delegaciones y subdelegaciones.[22]

El ayuntamiento de Chicoloapan en su vigésima primera sesión de fecha 12 de enero de 2007, acordó desincorporar de su territorio municipal la superficie de 303 hectáreas correspondientes al polígono II, denominado exhacienda de San Isidro, así como 712 hectáreas que comprenden la comunidad conocida como ejido Lomas de San Sebastián Chimalpa, para ser incorporadas al territorio del municipio de La Paz.
Por consiguiente, la Comisión de Límites del Estado de México, a solicitud y con la participación de los municipios interesados, recabó los informes y demás elementos necesarios, para elaborar el plano fotogramétrico y el proyecto de convenio amistoso, mismos que se pusieron a consideración de los titulares de los Ayuntamientos de Chicoloapan y La Paz.
Los ayuntamientos de los municipios de Chicoloapan y La Paz, en respectivas sesiones, celebradas en fechas 16 y 23 de febrero de 2007, aprobaron el plano fotogramétrico de límites entre ambos municipios.
Estos trabajos conjuntos de amojonamiento y señalización, fueron aprobados por la LVII Legislatura del Estado de México mediante el decreto número 225, el cual entró en vigor a partir de su publicación en la Gaceta de Gobierno el día 10 de noviembre de 2010.
El Salado: El Salado municipio de Los Reyes La Paz, es llamado el salado debido a su gran concentración salitrosa en su tierra, anteriormente existía una laguna la cual fue secando con el tiempo llenándose de casas y estas se llenaban de salitre he aquí del porqué el nombre del salado aportado por Cesar Josue Alemán Rivera.

### Presidentes municipales

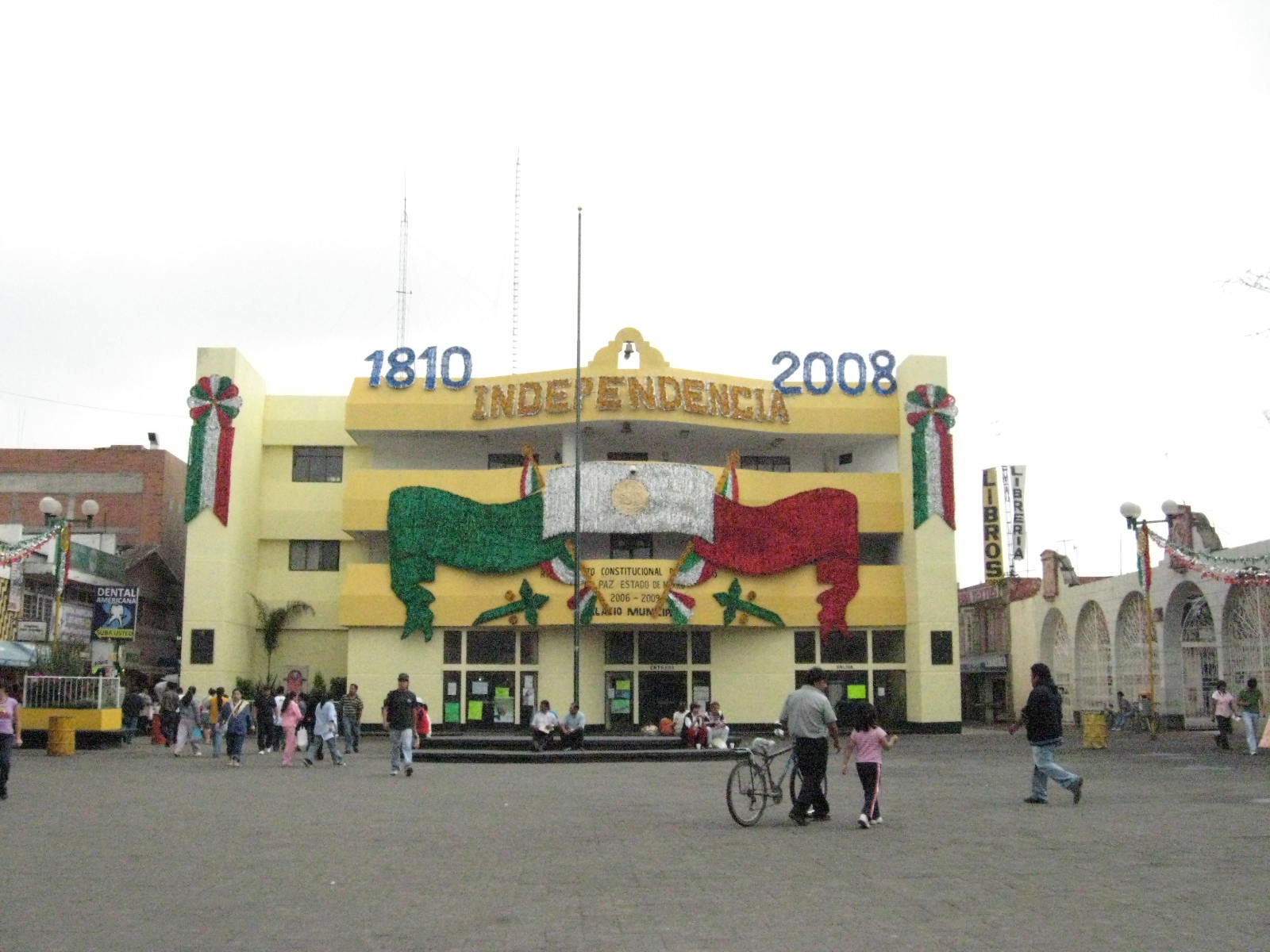
Palacio municipal de La Paz.

El municipio ha tenido 84 presidentes municipales desde 1877 hasta el 2009.
El primer alcalde fue Manuel Luna.
| Nombre                        | Periodo                   | Partido                              |
| ----------------------------- | ------------------------- | ------------------------------------ |
| David Espinosa Castillo       | (1940-1941)               | Partido de la Revolución Mexicana    |
| Malaquias Medina Palacios     | (1942-1943)               | Partido de la Revolución Mexicana    |
| Alejandro Páez Martínez       | (1944-1945)               | Partido de la Revolución Mexicana    |
| Agustín Ortiz Medina          | (1946-1948)               | Partido Revolucionario Institucional |
| Julián Luna Ibáñez            | (1949-1951)               | Partido Revolucionario Institucional |
| Francisco Urrutia Castillo    | (1952–1954)               | Partido Revolucionario Institucional |
| Magdaleno Medina Molina       | (1955-1957)               | Partido Revolucionario Institucional |
| Pedro Ávila Medina            | (1958-1960)               | Partido Revolucionario Institucional |
| Elías Ortiz Medina            | (1961-1963)               | Partido Revolucionario Institucional |
| Adrián Castañeda Martínez     | (1964-1966)               | Partido Revolucionario Institucional |
| Fidencio Espinosa Espinosa    | (1967-1969)               | Partido Revolucionario Institucional |
| Alfredo Neyra Espinoza        | (1970-1972)               | Partido Revolucionario Institucional |
| Guillermo Ramos Lemus         | (1973)                    | Partido Revolucionario Institucional |
| E. Luis Cerón Nequiz          | (1974-1975)               | Partido Revolucionario Institucional |
| Raúl Martínez Fernández       | (1976-1978)               | Partido Revolucionario Institucional |
| Sergio Martínez Arrieta       | (1979-1981)               | Partido Revolucionario Institucional |
| Gabriel Alcántara Pérez       | (1982-1984)               | Partido Revolucionario Institucional |
| E. Luis Cerón Nequiz          | (1985-1987)               | Partido Revolucionario Institucional |
| Luis Martínez Méndez          | (20 nov. - 31 dic.1987)   | Partido Revolucionario Institucional |
| Víctor Corona Arrieta         | (1988-1990)               | Partido Revolucionario Institucional |
| Ramiro Alvarado Salgado       | (1991-1993)               | Partido Revolucionario Institucional |
| Maricela Cerón Nequiz         | (de enero a mayo de 1994) | Partido Revolucionario Institucional |
| Sergio Cortez Páez            | (1994-1996)               | Partido Revolucionario Institucional |
| Gabriel Islas Osorio          | (1997-2000)               | Partido de la Revolución Democrática |
| Dino Ortiz Rodríguez          | (2000-2003)               | Partido de la Revolución Democrática |
| Pablo Castellanos Miguel      | (2003-2006)               | Partido Revolucionario Institucional |
| Agustín Corona Ramírez        | (2006-2009)               | Partido de la Revolución Democrática |
| Rolando Castellanos Hernández | (2009-2012)               | Partido Revolucionario Institucional |
| Juan José Medina Cabrera      | (2013-2015)               | Partido Revolucionario Institucional |
| Juan José Medina Cabrera      | (2013-2015)               | Partido Verde Ecologista de México   |
| Juan José Medina Cabrera      | (2013-2015)               | Nueva Alianza                        |
| Rolando Castellanos Hernández | (2016-2018)               | Partido Revolucionario Institucional |
| Rolando Castellanos Hernández | (2016-2018)               | Partido Verde Ecologista de México   |
| Rolando Castellanos Hernández | (2016-2018)               | Nueva Alianza                        |
| Olga Medina Serrano           | 2019-2021                 | Movimiento Regeneración Nacional     |
| Cristina González Cruz        | 2022-2024                 | Partido Revolucionario Institucional |
| Cristina González Cruz        | 2022-2024                 | Partido de la Revolución Democrática |
| Cristina González Cruz        | 2022-2024                 | Partido Acción Nacional              |
| Martha Guerrero Sánchez       | 2025-2027                 | Morena                               |
| Martha Guerrero Sánchez       | 2025-2027                 | Partido Verde Ecologista de México   |
| Martha Guerrero Sánchez       | 2025-2027                 | Partido del Trabajo                  |

### Resultados electorales
En las elecciones de 2009 se obtuvieron los siguientes resultados de los candidatos que compitieron por el cargo de presidente municipal:
| Pedro González Cabrera                           | Pedro González Cabrera                     | 2,466  | 3.74%  |
|                                                  | Partido Acción Nacional (PAN)              | 2,466  | 3.74%  |
| Rolando Castellanos Hernández                    | Rolando Castellanos Hernández              | 37,154 | 56.38% |
|                                                  | Partido Revolucionario Institucional (PRI) | 33,729 | 51.20% |
|                                                  | Partido Verde Ecologista de México (PVEM)  | 1,577  | 2.39%  |
|                                                  | Partido Nueva Alianza (NA)                 | 915    | 1.38%  |
|                                                  | Partido Socialdemócrata (PSD)              | 615    | 0.93%  |
|                                                  | Partido Futuro Democrático (PFD)           | 318    | 0.48%  |
| Tranquilino Crisóforo Lagos Buenabad             | Tranquilino Crisóforo Lagos Buenabad       | 17,741 | 26.93% |
|                                                  | Partido de la Revolución Democrática (PRD) | 17,741 | 26.93% |
| Dino Ortiz Rodríguez                             | Dino Ortiz Rodríguez                       | 2,658  | 4.03%  |
|                                                  | Convergencia (C)                           | 2,658  | 4.03%  |
| Edgar Uriel Castañeda Villegas                   | Edgar Uriel Castañeda Villegas             | 1,654  | 2.51%  |
|                                                  | Partido del Trabajo (PT)                   | 1,654  | 2.51%  |
| Candidatos no registrados                        | Candidatos no registrados                  | 89     | 0.13%  |
| Total de votos                                   | Total de votos                             | 65,873 | 100%   |
|                                                  | Votos válidos                              | 65,873 | 95,56  |
|                                                  | Votos nulos                                | 2,999  | 4.55%  |
| Participación ciudadana                          | Participación ciudadana                    | 65,873 | 47,79  |
| Fuente: Instituto Electoral del Estado de México |                                            |        |        |

El candidato Rolando Castellanos Hernández obtuvo el triunfo de los comicios celebrados el día 11 de julio con el 58,92% de los sufragios, superando a su contrincante más cercano, Tranquilino Crisóforo Lagos Buenabad del Partido de la Revolución Democrática con el 32,61% de los votos.
De un total de 139 867 personas inscritas en la lista nominal, votaron solo 69 635, lo que significa que el 49,79% de los inscritos emitió su voto. En comparación con las elecciones de 2006, la participación ciudadana incrementó en 17 123 personas y el voto nulo incrementó en 1721 sufragios si se excluyen los 960 votos que anuló el Tribunal electoral del Estado de México en 2006.
En las elecciones de 2012 se obtuvieron los siguientes resultados de los candidatos que compitieron por el cargo de presidente municipal:
| José Asdrúbal Ramírez Bermejo                    | José Asdrúbal Ramírez Bermejo              | 7,119  | 7.17%  |
|                                                  | Partido Acción Nacional (PAN)              | 7.119  | 7.17%  |
| Juan José Medina Cabrera                         | Juan José Medina Cabrera                   | 44,688 | 45.05% |
|                                                  | Partido Revolucionario Institucional (PRI) | 44,688 | 45.05% |
|                                                  | Partido Verde Ecologista de México (PVEM)  | 44,688 | 45.05% |
|                                                  | Partido Nueva Alianza (NA)                 | 44,688 | 45.05% |
| Tomás Merlos Escutia                             | Tomás Merlos Escutia                       | 32,104 | 32.36% |
|                                                  | Partido de la Revolución Democrática (PRD) | 32,104 | 32.36% |
| Marcelo Villa González                           | Marcelo Villa González                     | 3,535  | 3.56%  |
|                                                  | Partido del Trabajo (PT)                   | 3,535  | 3.56%  |
| Amado Contreras Santander                        | Amado Contreras Santander                  | 3,988  | 4.02%  |
|                                                  | Movimiento Ciudadano (MC)                  | 3,988  | 4.02%  |
| Candidatos no registrados                        | Candidatos no registrados                  | 146    | 0.14%  |
| Total de votos                                   | Total de votos                             | 99,195 | 100    |
|                                                  | Votos válidos                              | 99,195 | 92,33  |
|                                                  | Votos nulos                                | 7,615  | 7.67%  |
| Participación ciudadana                          | Participación ciudadana                    | 99,195 | 55,57  |
| Fuente: Instituto Electoral del Estado de México |                                            |        |        |

En las elecciones del 2012 para presidente municipal, el candidato de la coalición "Comprometidos por el estado de México", Juan José Medina Cabrera, obtuvo el triunfo con el 45.09% de los sufragios. Su más cercano competidor, Tomas Merlos Escutia del PRD, solo logró el 32.34%. Medina asumió el cargo el 1 de enero de 2013, mismo que concluirá el 31 de diciembre de 2015.
En las elecciones de 2024 para presidenta municipal, la candidata de la coalición "Sigamos Haciendo Historia" Martha Guerrero Sánchez, obtuvo el triunfo con el 55. 10% de los sufragios, su más cerca competidora fue Cristina González Cruz del PRI, solo logró el 20.0 de los pobladores. Sin embargo Martha Guerrero Sánchez renuncia ante el Instituto Nacional Electoral INE, para la Presidencia Municipal, por lo cual llevó 2 semanas para buscar a un nuevo candidato para asumir la Presidencia, el Instituto Nacional Electoral INE y el Partido Movimiento Regeneración Nacional Morena, anuncia que su presidente electo es Rodrigo Reyes Murgüeza, siendo el primer joven en gobernar el municipio de la Paz. 

### División y representación legislativa
Para la elección de diputados al Congreso del Estado de México y a la Cámara de Diputados de México, el municipio se encuentra integrado en los siguientes distritos electorales:

#### Local
El municipio pertenece al XXXI Distrito Electoral Local del Estado de México.
- (2006 - 2009): Joel Cruz Canseco (PT)[33]
- (2009 - 2012) Miguel Ángel Casique Pérez (Coalición Unidos para Cumplir)[34]
- (2015 - 2018): Fernando González Mejía (PRI) (PVEM)
- (2018-2021) Xóchilt Flores Jimenez (Morena) (PT) (PES)
- (2021-2023) Fernando González Mejía (PRI) (PRD) (PAN)
- (2024-2027) Selina Trujillo Arizmendi (Morena)

#### Federal
La Paz pertenece al XXXIX Distrito Electoral Federal del Estado de México, cuya sede es la cabecera municipal, que es la ciudad de Los Reyes Acaquilpan.
- LX Legislatura

(2006 - 2009): Juan Manuel San Martín Hernández (PRD).
- LXI Legislatura

(2009 - 2012): Andrés Aguirre Romero (PRI).
- LXII Legislatura

(2012 - 2015): Cristina González Cruz 
- LXIII Legislatura

(2015 - 2018): Andrés Aguirre Romero  
- LXIV Legislatura

(2018 - 2021): José Luis Montalvo Luna   
- LXV Legislatura

(2021 - 2024): Alan Castellanos Ramírez   
- LXVI Legislatura

(2024 - 2027 ): José Luis Montalvo Luna  

## Economía

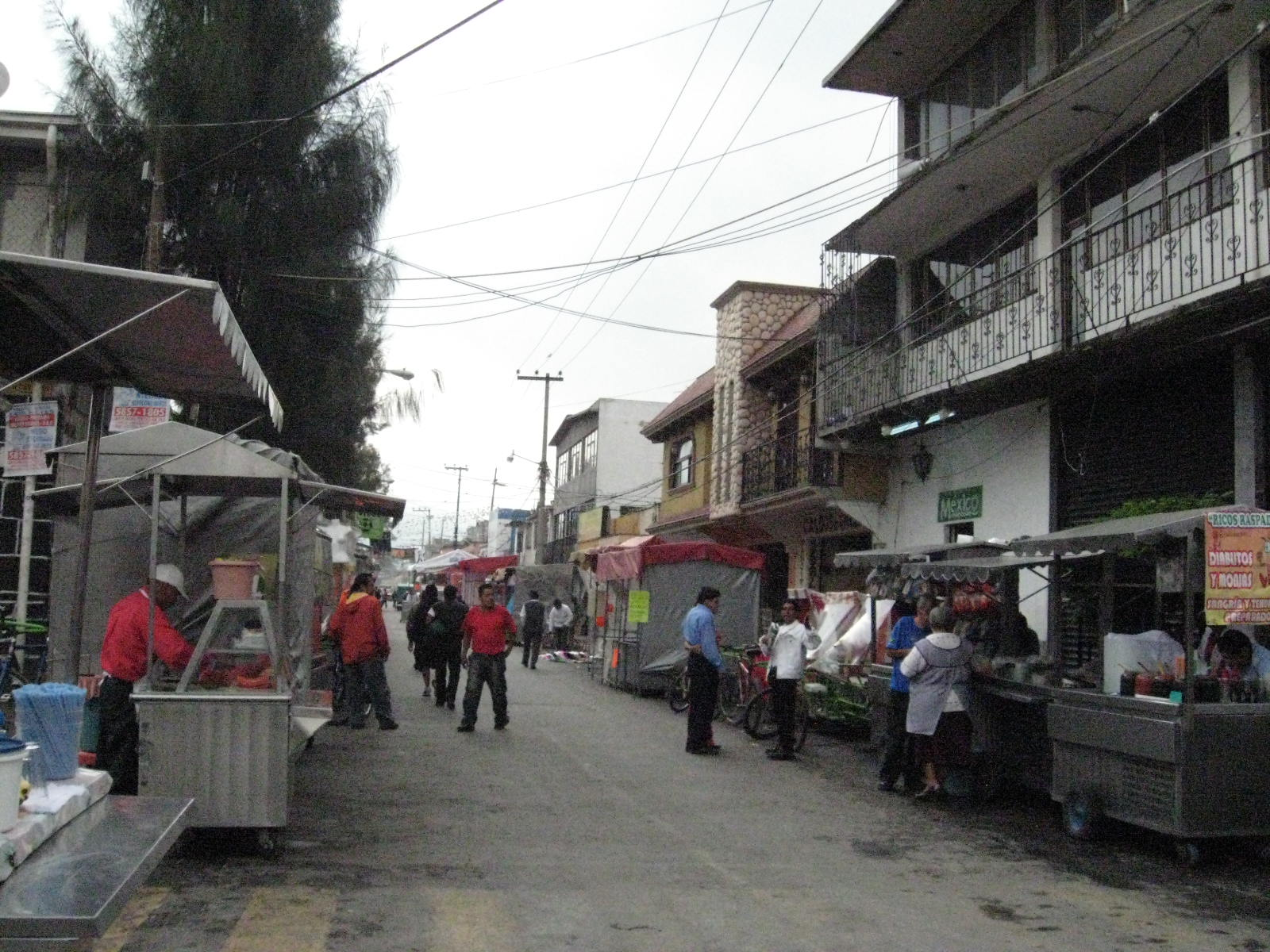
Vendedores ambulantes en Los Reyes Acaquilpan.

### Producto interno bruto e ingreso per cápita
De acuerdo a valores entregados por el Instituto Nacional de Estadística y Geografía (INEGI), el producto interno bruto con paridad de poder de compra (PIB-PPC) municipal anual alcanzó los 1242 millones de dólares, lo que equivale a un ingreso per cápita anual de 5846 dólares.

### Sectores

#### Primario
La actividad agrícola ha disminuido debido a la urbanización y una producción baja, además, las componentes del suelo se han deteriorado por su intenso uso, por lo que la producción agrícola es insegura. El sector ganadero está a punto de desaparecer, el poco ganado que existe presenta un peso muy bajo. En cuanto a la minería, existen algunos bancos de materiales que dan trabajo a 40 personas.

#### Secundario
Es uno de los pocos municipios del Estado de México que tiene grandes zonas industriales. La industria abarca el 12,37% del área municipal. En el municipio se ubican industrias de distintos ramos: alimenticio, químico, textil, etc.

#### Terciario
Aunque ocupa la gran mayoría de las unidades económicas, produce pocos empleos y escaso valor agregado. En el ámbito comercial, el municipio cuenta con distintos centros comerciales, mercados, tianguis, centros de venta de material para construcción, etc.

### Unidades económicas
En 1988 existían 226 unidades económicas manufactureras que en 1993 aumentaron a 455, representando el 1,83% del total estatal (24 927 unidades). Estas producían más de 1 120744 millones de pesos de producción bruta total en 1988, que incrementó a 1 847 480 miles de (nuevos) pesos en 1993, llegando a representar el 2,04% de la producción bruta total del estado de México (90 701 031,8 miles de nuevos pesos).
De 1988 a 1993 la cantidad de establecimientos comerciales aumentó en casi 950 unidades económicas, pasando de 1503 a 2450, no obstante, disminuyó en términos relativos con respecto al total de establecimientos comerciales existentes en el estado de México (76 110 en 1988 y 144 536 en 1993), del cual constituía el 1,97% en 1988 y solo el 1,70% en 1993.
Con respecto a las unidades económicas de servicio, la cantidad de establecimientos se duplicó entre 1988 y 1993, pasando de 624 a 1246 unidades. De igual forma que en el caso de los establecimientos comerciales, el porcentaje representado por el municipio del total de los establecimientos de servicio del estado de México, disminuyó al pasar de 1,80% al 1,45% en el mismo periodo (1988—1993).

## Servicios públicos

### Agua potable
El Organismo Público Descentralizado de Agua Potable, Alcantarillado y Saneamiento (OPDAPAS) del municipio de La Paz es la autoridad municipal encargada de proveer los servicios de agua potable, drenaje y alcantarillado a la población. De acuerdo con el OPDAPAS, en el municipio existen seis pozos de donde se extrae el agua para consumo municipal. Los pozos aportan un total de 567,71 litros por segundo al día. La cobertura de agua potable es del 89%, lo que significa que 191 000 habitantes cuentan con este servicio.
La dotación de litros de agua promedio al día por habitante es de 150 litros, que se encuentra por debajo de los indicados por la Comisión de Agua del Estado de México, que determina como mínimo 250 litros. Los costos por concepto de derechos sobre el consumo de agua potable en el municipio son de $1,36 pesos por metro cúbico para el consumo doméstico y en el caso del consumo comercial es de $2,98 pesos. Estas tarifas corresponden al año 2001 y se actualizan anualmente en función de la tasa de inflación bimestral.
| Nombre del pozo | Localización                                                          | Extracción en litros por segundo al día |
| --------------- | --------------------------------------------------------------------- | --------------------------------------- |
| R-25 TX         | Av. Texcoco, esq. Av. Pantitlán. Col. Magdalena de Los Reyes          | 69,14                                   |
| 311-7X          | Av. FF.CC. México-Acapulco y Av. Central. Col. Magdalena de Los Reyes | 76,37                                   |
| 16-TX           | Av. Río de Los Electricistas. Col. Magdalena de Los Reyes             | 114,09                                  |
| 332-TX          | Av. San Antonio s/n. Col. Ejidal El Pino                              | 112,64                                  |
| 10 Colonias     | C. Pirul, esq. Barranca del Muerto. Col. Tlazala                      | 110,52                                  |
| Tecamachalco    | Av. 16 de Septiembre, esq. Cda. De Guadalupe, Pueblo de Tecamachalco  | 84,95                                   |

En el mes de abril se cumple un año de un acuerdo que ofreció el titular de la Comisión Nacional del Agua (Conagua), José Luis Luege, en el cual anunció que para evitar inundaciones en Chalco e Ixtapaluca se reconstruirá el Canal de La Compañía, lo que implica reubicar a varias familias asentadas de forma irregular.  Actualmente en la zona oriente se están realizando obras dentro del canal de la compañía con la construcción de dos pozos de retención de aguas residuales, uno en san Isidro y otro en la autopista México –Puebla del municipio.

### Consumo eléctrico
En el municipio se consumen, en promedio, 200 KVA bimestralmente por vivienda. En ese mismo período, el consumo promedio por habitante es de 0,6 KVA. Aproximadamente el 40% de las viviendas del municipio presentan una situación irregular, es decir, no poseen contrato ni medidor que registren su consumo y, por consiguiente, que permitan realizar el pago por dicho consumo. Una gran cantidad de estas viviendas se encuentran en la cabecera municipal y en zonas urbanas consolidadas.

### Comercio y abasto
Este subsistema está integrado por establecimientos, como los mercados, donde se distribuyen productos al menudeo, para ser adquiridos por la población usuaria y/o consumidora final, siendo esta etapa la que termina el proceso de comercialización. Los elementos de la comercialización son instalaciones comerciales provisionales o definitivas, en las que se realiza la compra-venta al menudeo de productos alimenticios, de uso personal o para el hogar.
En el municipio se ubican catorce mercados públicos, pertenecientes al subsistema comercial; también cuenta con tres expendios de leche de LICONSA. Gracias a su radio de cobertura, cubren las demandas de la población, sin embargo, los mercados presentan locales que no se utilizan e incrementan los costos de mantenimiento y conservación de los mercados. Esto se debe al incremento de locales en los tianguis y los establecimientos informales que compiten con los establecidos.
Los equipamientos para el abasto son aquellos donde se lleva a cabo la venta de productos básicos, como centrales de abasto, frigoríficos y rastros. En el municipio se ubican un frigorífico y un rastro de aves, ambos localizados sobre la carretera México-Texcoco. Su accesibilidad les permite integrar sus actividades de comercio con el municipio y la región. Su ubicación no presenta impactos negativos hacia la población y la vivienda, asimismo no interfiere en el desarrollo de las actividades económicas realizadas en las zonas aledañas a estos equipamientos.
Los Reyes la Paz forma parte del programa de denuncia inmediata de vehículos robados que permitirá que una persona a la que le fue robado su auto denuncie el hecho al teléfono de emergencias 066 de manera inmediata, para que se difunda por radio en ambas entidades, iniciar su búsqueda y evitar que se enfríen los vehículos en los municipios, anunció el titular de la Secretaría de Seguridad Pública del Distrito Federal.

## Bienestar

### Educación
El municipio cuenta con 23 jardines de niños, con radio de servicio de 750 metros y por la distribución que poseen, cubren la demanda de la población de entre cuatro y seis años. Existen 34 escuelas primarias, que cuentan con un radio de servicio de 500 metros. Cuenta también con:
- 3 escuelas de alfabetización de adultos del INEA.
- 17 escuelas secundarias.
- 3 escuelas de estudios técnicos y comerciales.
- Una escuela preparatoria.
- Un Centro de Bachillerato Tecnológico Industrial (CBTIS).
- Un centro de bachillerato tecnológico "Albert Einstein" Los reyes, La paz.
- Un Centro de Estudios Científico y Tecnológico del Estado de México (CECyTEM).
- 2 institutos de educación superior (Escuela Normal Estatal Los Reyes y el Tecnológico de Estudios Superiores del Oriente del Estado de México).[5]

### Salud y asistencia social
El equipamiento que conforma este subsistema se divide en dos tipos de inmuebles: servicios médicos de atención general y atención específica. Los servicios de atención general incluyen la medicina preventiva y la atención de primer contacto. La atención específica incluye la medicina especializada y la hospitalización. En el subsistema participan el Instituto Mexicano del Seguro Social (IMSS), la Secretaría de Salud (SSA) y la Cruz Roja Mexicana.
En el municipio se localiza un hospital regional del IMSS, el hospital general de zona #53, que tiene un radio de servicio que ocupa toda la ciudad. En la cabecera se ubica un módulo de emergencia de la Cruz Roja Mexicana, cuatro clínicas particulares, cuatro centros de salud de la SSA y una clínica de la UNAM de medicina general. Dichos equipamientos cubren la demanda de la población.
El equipamiento de asistencia social está destinado a proporcionar cuidado, alojamiento, alimentación, nutrición, higiene y salud a futuras madres, lactantes, infantes, menores de 18 años y personas de la tercera edad. El equipamiento más importante es el Centro de Servicios Comunitarios y un módulo del DIF (Sistema Nacional para el Desarrollo Integral de la Familia). Dichos equipamientos se concentran en la cabecera municipal, por lo que la zona norte y oriente del municipio carecen de estos elementos.
Enrique Peña Nieto, gobernador del estado de México, en aquel periodo entregó en el municipio de Los Reyes La Paz, el hospital materno infantil Miguel Hidalgo y Costilla y el nosocomio de Urgencias médicas y ambulancias que beneficiará a los mexiquenses que viven en esta zona, este hospital está ubicado en la carretera México-Texcoco, kilómetro 24, colonia La Magdalena Actlipac.

## Comunicaciones

### Infraestructura carretera

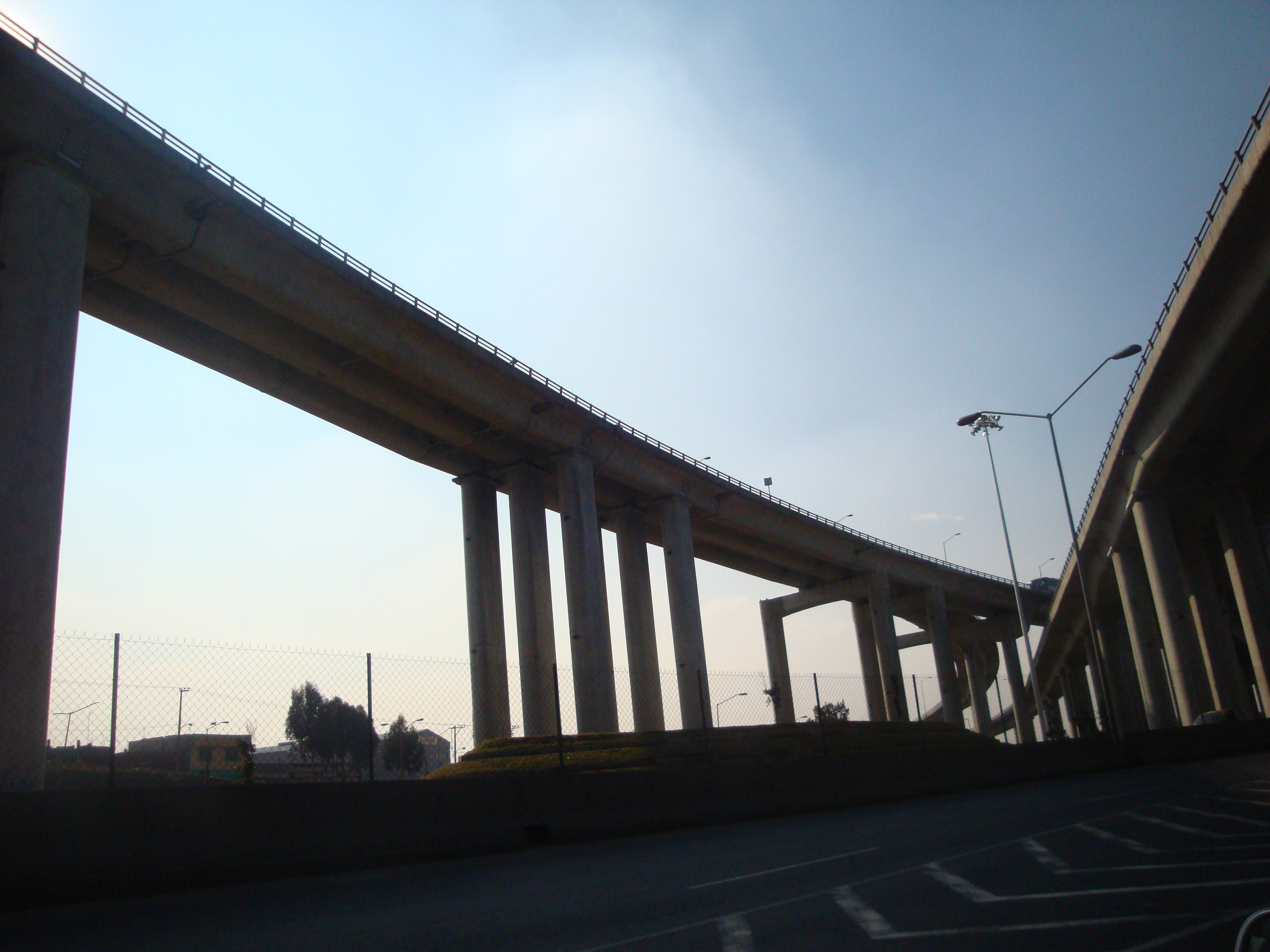
Distribuidor vial La Concordia, donde surgen dos de los tres corredores de la red carretera del municipio.

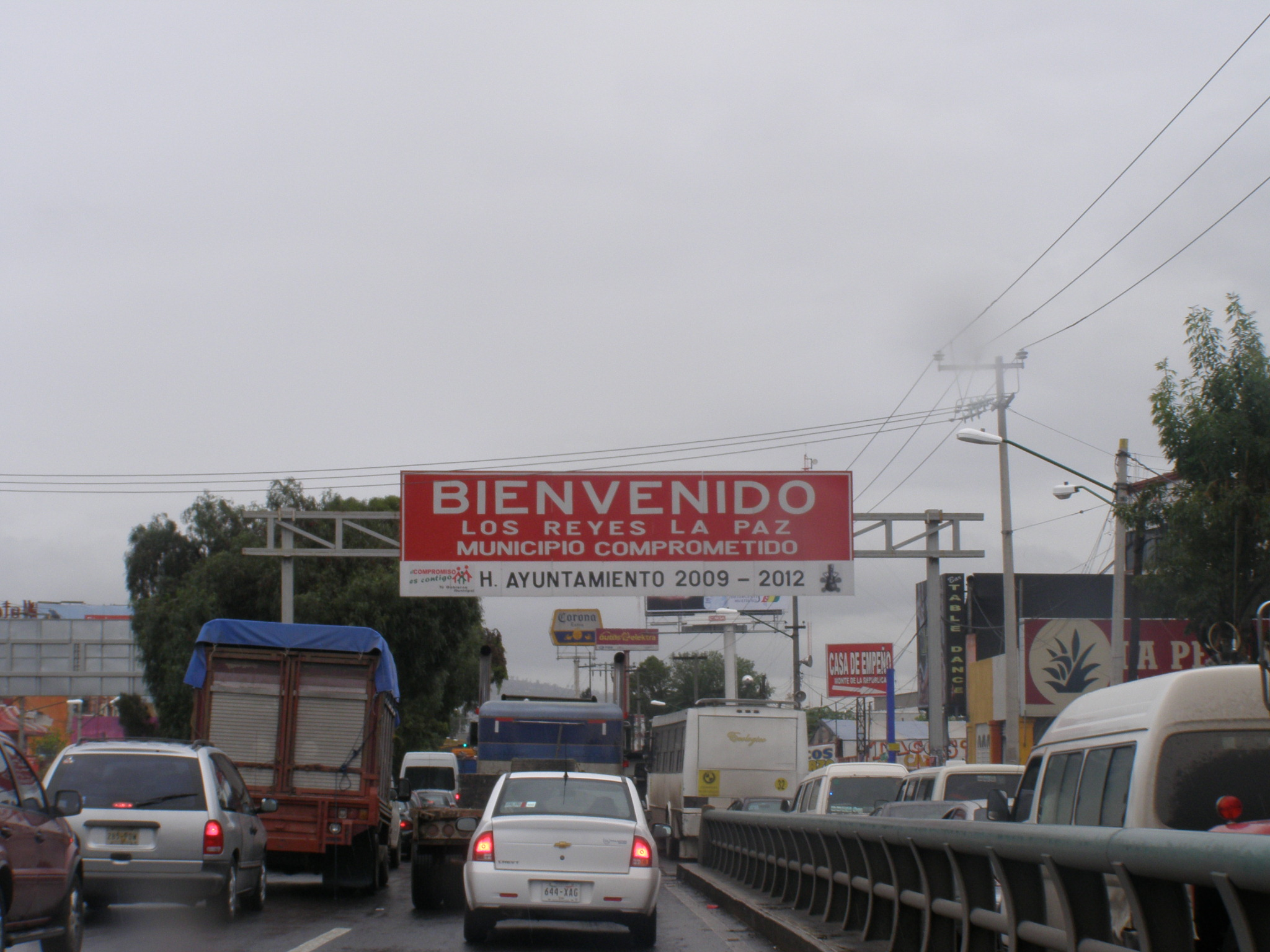
Entrada al municipio.

A partir de tres importantes corredores —la carretera federal México-Puebla, la autopista México-Puebla y la carretera federal México-Texcoco— se ha inducido y condicionado históricamente la conformación de la estructura urbana de La Paz como
centro de población.
- Autopista México-Puebla

El tramo dentro del municipio se localiza entre el distribuidor vial La Concordia y el Eje 10 sur y cuenta con tres carriles por sentido. Se registran diariamente en ambos sentidos un total de 62 165 vehículos aproximadamente; en la hora máxima se contabilizan alrededor de 4210, que representan el 6,77% del total. La composición vehicular es de 68% de vehículos ligeros, 21% de transporte público y el 11% de vehículos pesados.
- Carretera federal México-Puebla

El tramo dentro del municipio inicia en el distribuidor vial La Concordia y concluye en la colonia San Isidro Ayotla. Se registran diariamente en ambos sentidos alrededor de 14 442 vehículos, y en la hora máxima se contabilizan aproximadamente 1113 vehículos, que representan el 7,71% del total. La composición vehicular es de 48% de vehículos ligeros, 36% de transporte público y el 17% de vehículos pesados.
- Carretera federal México-Texcoco

El tramo dentro del municipio comienza en la bifurcación en la carretera México-Puebla y termina en la colonia Tlazala. Se contabilizan diariamente un promedio de 17 778 vehículos en ambos sentidos, y en la hora máxima se registran 1370, que representan el 7,71% del total. La composición vehicular muestra que el 46% son vehículos ligeros, el 38% son transporte público y el 16% son vehículos pesados.
Actualmente, por los corredores que integran la red carretera en La Paz, son conducidos cerca de 94.385 vehículos diariamente. Este volumen de tránsito vehicular representa el segundo más alto de la ZMVM, superado solamente por el Corredor México-Querétaro.

### Infraestructura vial
La estructura vial primaria en el municipio es inexistente; cumplen esta función las vías regionales, es decir, las carreteras y la autopista que cruzan el municipio, todas de carácter metropolitano con origen y destino fuera de los límites de la entidad.
La estructura vial secundaria que distribuye los flujos locales hacia las vías primarias y regionales es escasa y no cuenta con las características físicas ni operacionales que permitan dar respuesta a las actividades urbanas locales.
No obstante se busca mejorar de algún modo las condiciones de toda la vialidad secundaria para beneficio de los habitantes y visitantes del municipio.

### Transporte

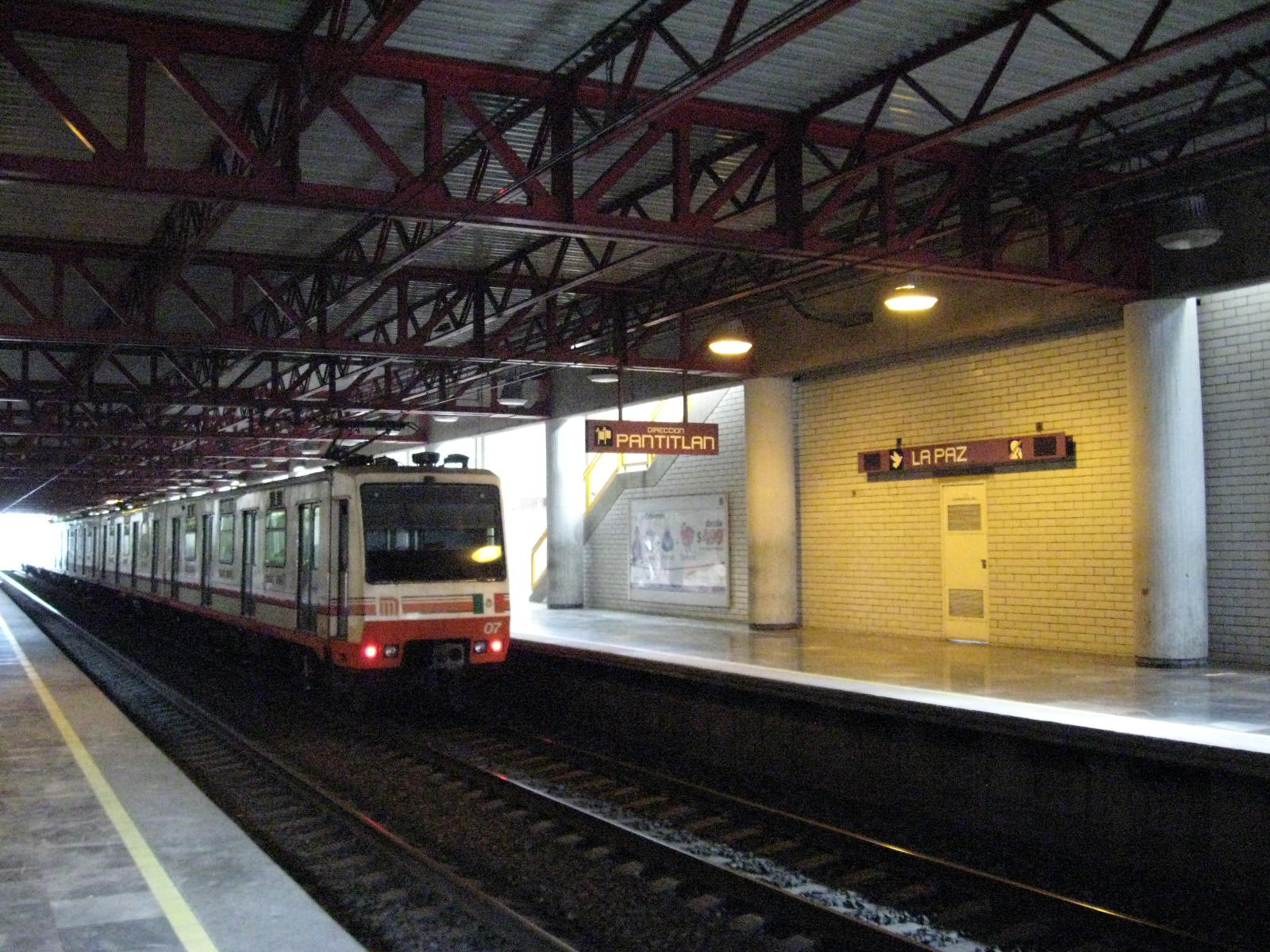
Estación del metro La Paz.

Casi todos los sistemas de transporte en sus distintas modalidades —local, suburbano y foráneo— transitan por los corredores carreteros y por las vías secundarias del municipio hacia paraderos, bases y estaciones del metro.
Dentro del municipio existen por lo menos quince agrupaciones que proporcionan sus servicios de transporte: taxis, bicitaxis, autobuses urbanos, suburbanos y microbuses, que ante la disputa por el pasaje, operan de forma anárquica, creando bases improvisadas en sitios inapropiados, elevando la afluencia de las mismas rutas en los mismos corredores, creando rutas de ascenso y descenso en lugares no adecuados, propiciando la diversificación de derroteros en una misma ruta y estableciendo tarifas más altas que en la propia Ciudad de México.
Además, dos paraderos de transporte público con influencia regional condicionan el carácter de transferencia modal del municipio: el paradero de la estación Santa Marta del metro, que aunque se ubica fuera del municipio, es accesible a través de las vialidades municipales; y el paradero de la estación La Paz.
El Metro de la Ciudad de México presta su servicio al municipio a través de la línea A, que corre de la estación Pantitlán en la delegación Venustiano Carranza a la estación La Paz ubicada en este municipio. Las estaciones ubicadas en el territorio municipal son Los Reyes, que se encuentra en la cabecera municipal, y la antes mencionada terminal La Paz.

#### Proyectos
Se tiene planeado que la estación La Paz del Sistema 3 del Ferrocarril Suburbano del Valle de México, que correrá de la estación Nezahualcóyotl a Chalco, se comunique con el metro en la estación del mismo nombre, ubicada dentro del municipio.
El Mexibús, que será un sistema de transporte a base de autobuses articulados similar al Metrobús de la Ciudad de México, contempla que una de sus rutas corra por la autopista México-Puebla, comunicando a la estación La Paz del metro con el Fraccionamiento "Los Héroes" en Ixtapaluca.

## Patrimonio

### Yacimientos arqueológicos

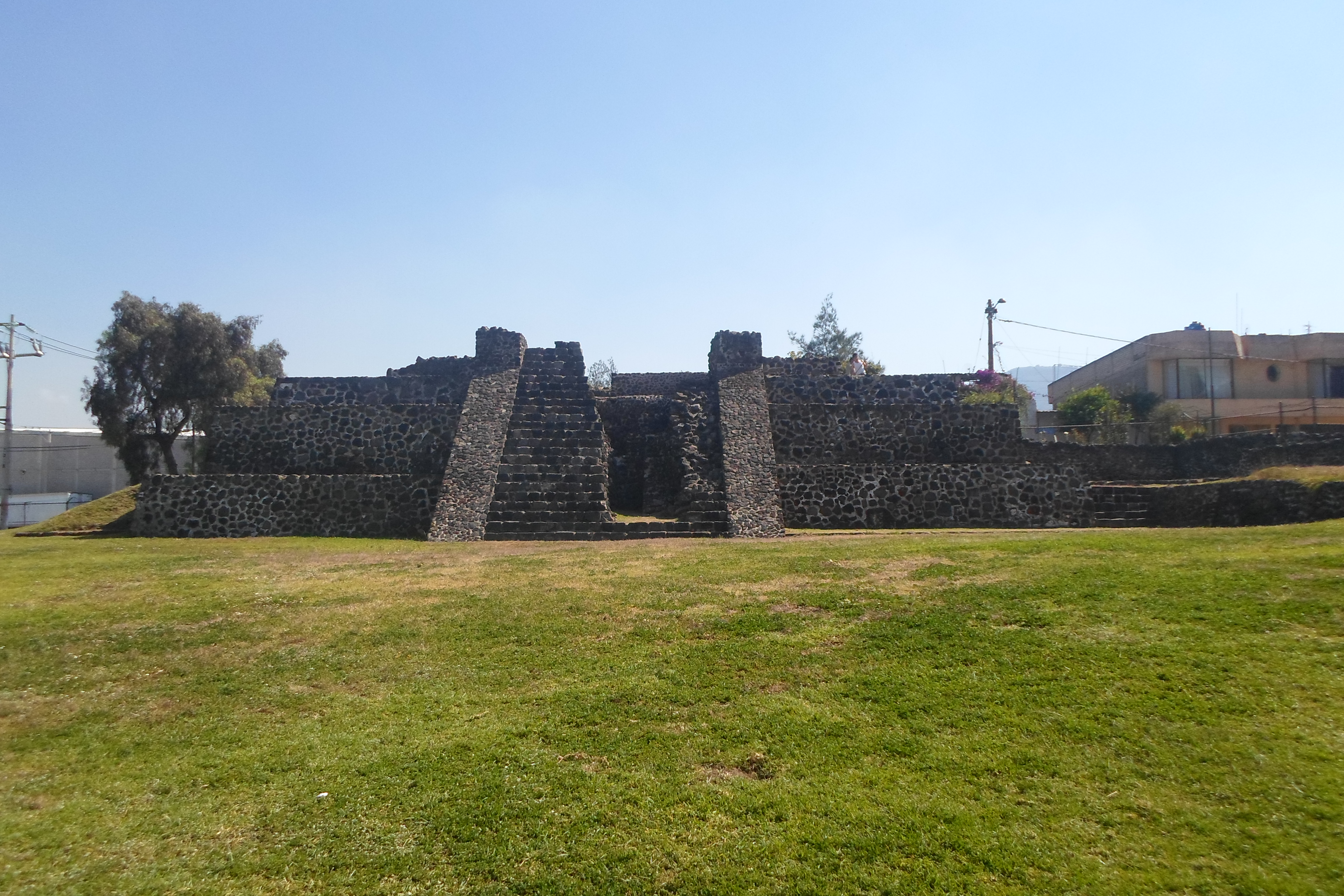
Zona arqueológica de Los Reyes, La Paz.

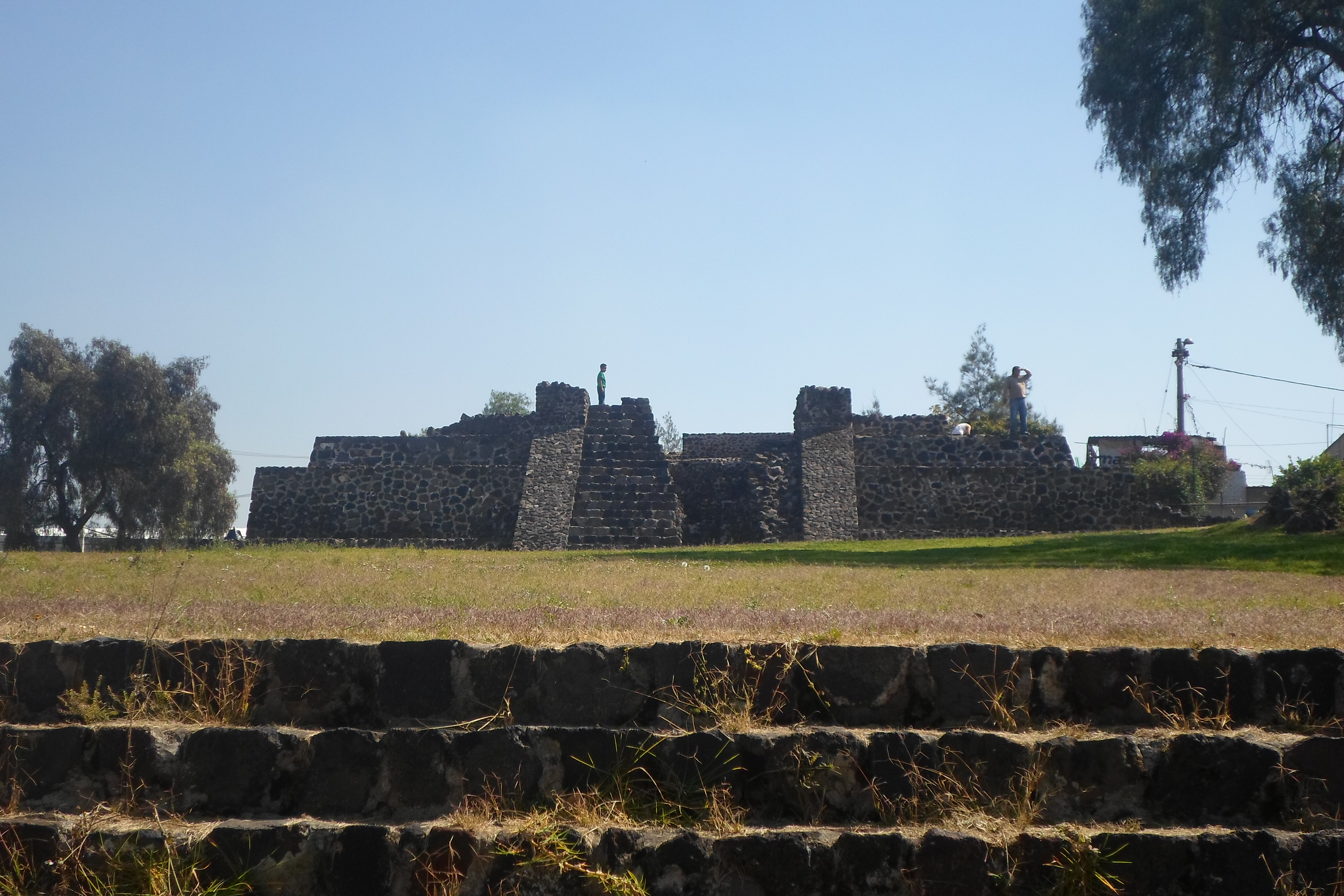
Yacimiento Fase III

Destaca la zona arqueológica Pirámide Los Reyes, que fue descubierta a inicios de la década de 1970 por el arqueólogo Eduardo Contreras. Consiste en una pirámide principal y una pequeña área habitacional. La pirámide está orientada al poniente, por lo que el doctor Raúl García Chávez supone que estaba dedicada a Huitzilopochtli.
El área habitacional se encuentra unida a la pirámide. Consiste en una serie de cuartos donde probablemente habitaron los sacerdotes; se conservan restos de pisos y muros, así como los fogones que se usaban para preparar alimentos.
También se sabe que esta civilización estaba cerca de los bancos de materiales constructivos y que probablemente se dedicaban a la extracción de piedra, misma que era trasladada a “México Tenochtitlán”,  explicó Edgar Ariel Rosales, arqueólogo adscrito al Centro INAH del Estado de México.
En este lugar hay restos arquitectónicos que se encuentran dentro de la zona y que son parte de un asentamiento de la fase Azteca III (1430 a 1521 después de Cristo). En el pie del cerro La Caldera, se conserva un basamento sobre una amplia plataforma; el basamento presenta dos etapas constructivas que pueden observarse claramente en la escalinata.
En la parte superior se conservan restos del templo de la primera etapa; hacia el sur, junto al basamento quedan restos de habitaciones con accesos claramente definidos.

### Arquitectura religiosa

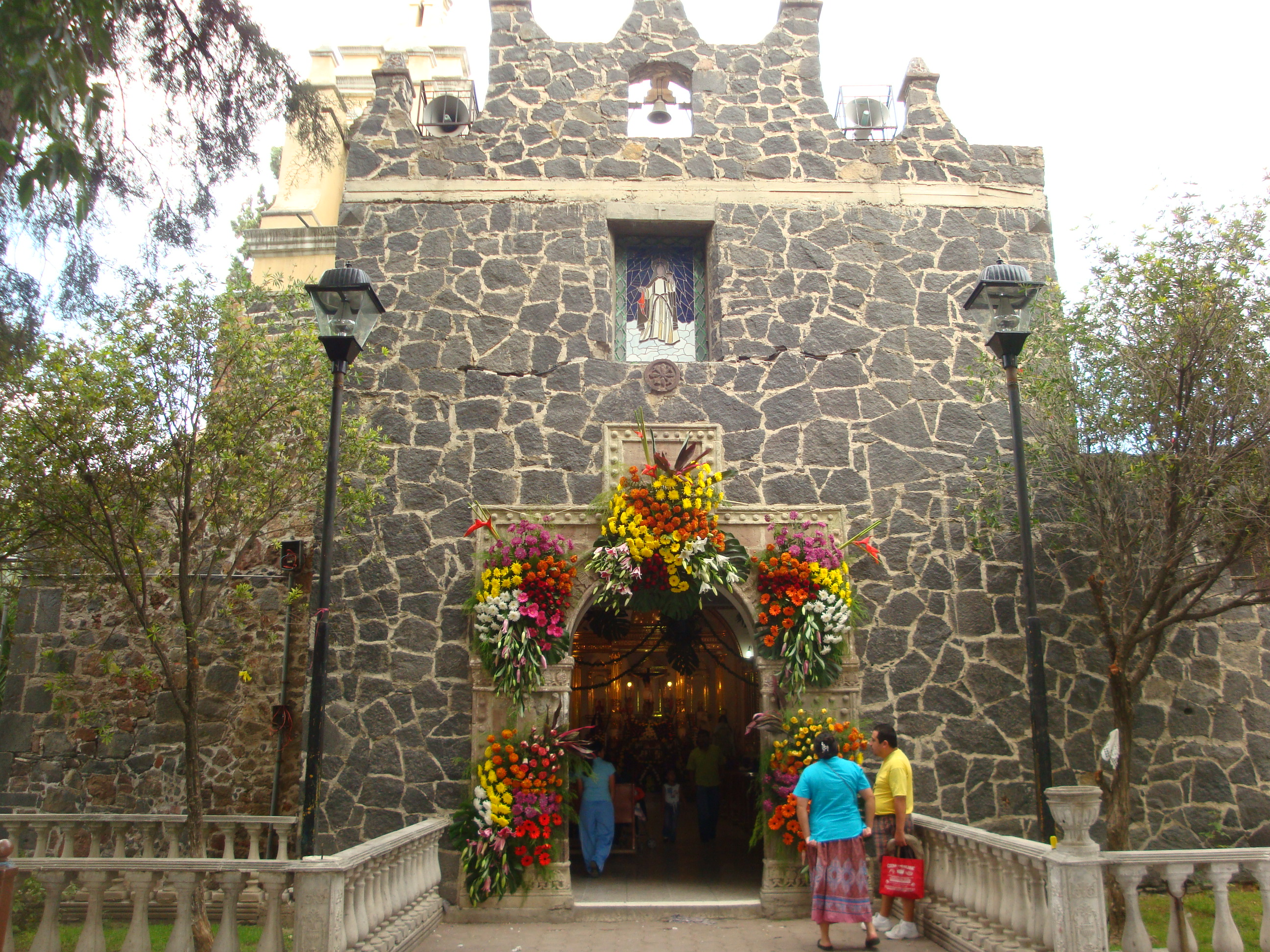
Templo de Santa María Magdalena.

- Templo de Santa María Magdalena: Considerado el más representativo del municipio, se ubica en el poblado de La Magdalena Atlicpac. Fue construido en el siglo XVII y ha logrado mantener un buen estado en la chambrana, que está adosado a una fachada, la cual posteriormente perdió el aplanado en detrimento de la misma chambrana y del anagrama colocado en la base del repisón de la ventana del coro. Además se han conservado con excelencia la torre del campanario y la escalera que le proporciona acceso; igualmente es notable el interior de la nave que ha sido remodelado y decorado con acabado en hojas de oro de 18 quilates. Tanto por su decoración como por sus dimensiones reducidas es un excelente recinto para la oración y admiración.[5]

- Templo de San Sebastián mártir: Se ubica en la comunidad de San Sebastián Chimalpa. Fue construido en el siglo XVI y en él se puede apreciar su estilo churrigueresco. Conserva su pila bautismal elaborada de una sola pieza, misma que está labrada con figuras religiosas.[5]

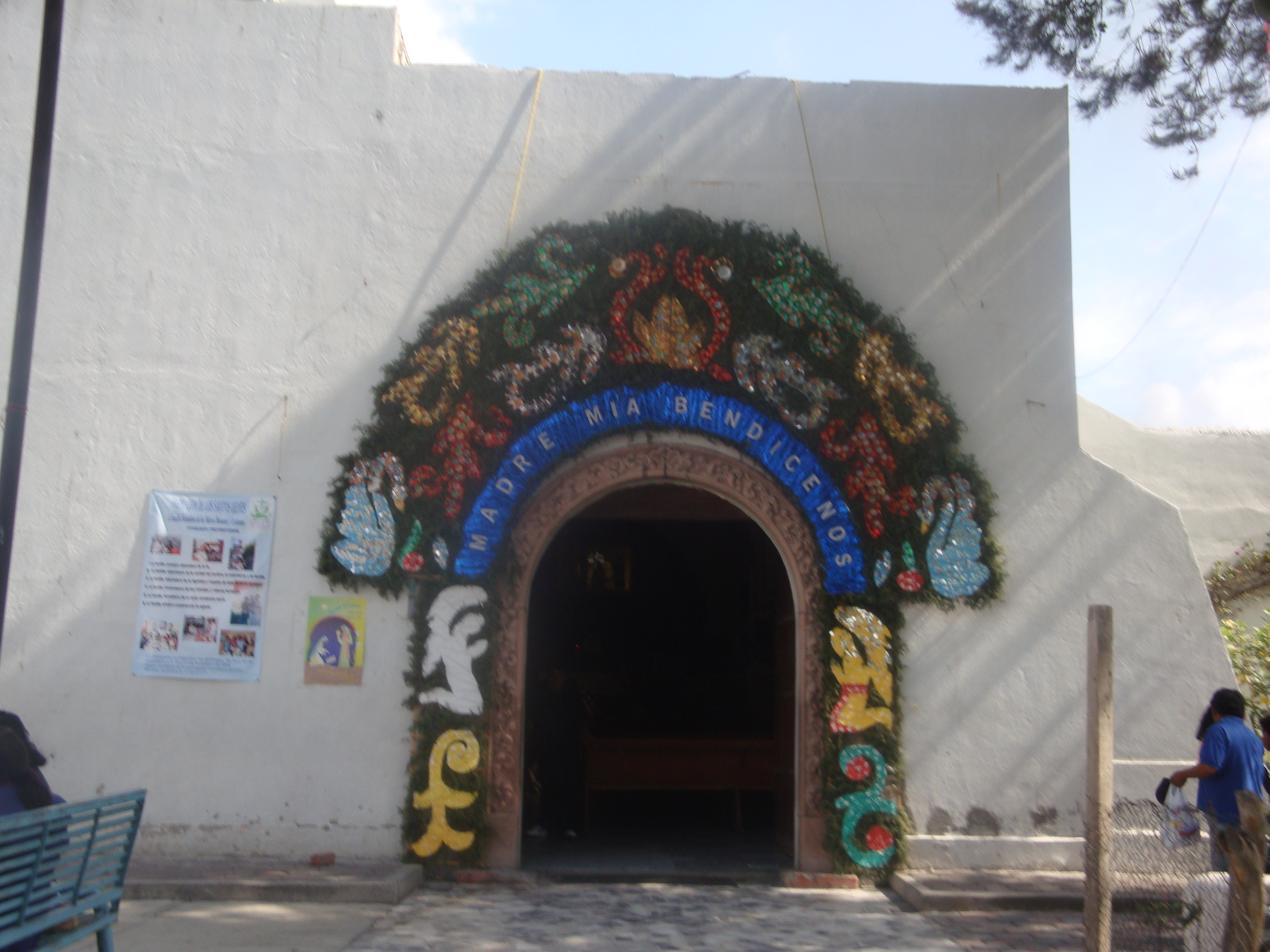
Templo de los Santos Reyes.

- Templo de los Santos Reyes: Está ubicado en la cabecera municipal. Fue edificado en el siglo XVIII y conserva algunos elementos de la edificación original, como la portada, el escudo y el nicho que remata sobre la clave. Para evitar que se deteriore, en el año de 1993 se construyó un nuevo templo, a un lado de este.[5]

- Templo de San Salvador Tecamachalco: Se encuentra en el pueblo de San Salvador Tecamachalco, y también fue construido en el siglo XVIII. Presenta problemas de hundimientos en su estructura; a pesar de ello, está abierto al culto.[5]

- Templo de Nuestra Señora de Guadalupe: Se ubica en la colonia Emiliano Zapata. Fue construido entre los años 1980 a 1990 y en él se puede apreciar un estilo moderno. Conserva su pila bautismal elaborada de una sola pieza, misma que está a un costado del presbiterio.

### Zonas verdes
- Ecoparque La Paz: Tuvo sus inicios cuando en 1994, el gobierno federal donó al ayuntamiento 143 hectáreas para que se creara un parque ecológico y recreativo. En 1996 la reserva comenzó a prestar servicio como un parque ecológico llamado "Megaproyecto Ejidal El Pino", llamado así por la colonia donde se ubica. El Bando municipal 2006—2009 cambió su nombre al que posee actualmente.[9] En este lugar habitan diversos animales, entre ellos avestruces, venados de cola blanca, conejos, etc.[8]

## Cultura

### Módulos de cultura
El subsistema de cultura está conformado por el conjunto de inmuebles que proporcionan a la población la posibilidad de acceder a la recreación intelectual y estética, así como a la superación cultural, complementarias al sistema de educación formal. Los equipamientos existentes en el municipio están ubicados en la cabecera municipal, la cual cuenta con una Casa de Cultura, donde se imparte a al público en general talleres y actividades de tipo cultural y deportivo, cuyo radio de servicio es de carácter regional. En el lugar se encuentra también una biblioteca municipal, un centro social y una Coordinación Municipal del Deporte cuya tarea es la de promover la cultura del deporte, la convivencia comunitaria y la difusión de programas y eventos artísticos y culturales en el municipio.

### Acontecimientos culturales
A partir de 1997, siendo presidente Municipal el Dr. Gabriel Islas Osorio, se dio auge a la realización de eventos culturales en el Municipio de la Paz. Así, se llevó a cabo el Primer Festival Cultural, a partir de ahí se ha continuado con dichas festividades con el objeto de elevar el nivel cultural de nuestro municipio.
En fecha movible se lleva a cabo un festival cultural en la cabecera municipal llamado Festival cultural "La Paz en el Mundo… un acercamiento a las culturas". Surgido en 2007, uno de los objetivos del festival es "establecer un vínculo intercultural con otros países, así como difundir la cultura del municipio". Durante el festival se presentan diversas actividades gratuitas, entre las que se destacan actividades musicales, teatro, artes plásticas, danza y exposiciones. Los eventos se presentan principalmente en la explanada municipal, pero también se presentan en la Casa de la Cultura, los campos de fútbol y el templo de los Santos Reyes. En dichos eventos contribuyen grupos culturales de los países invitados, como Japón, Israel, Indonesia, Chile, Venezuela, Francia y Colombia y de otros estados de la República Mexicana, como Veracruz, Morelos, Guerrero y el Distrito Federal además de las Casas de la Cultura de municipios cercanos a La Paz.

### Festividades

#### Religiosas

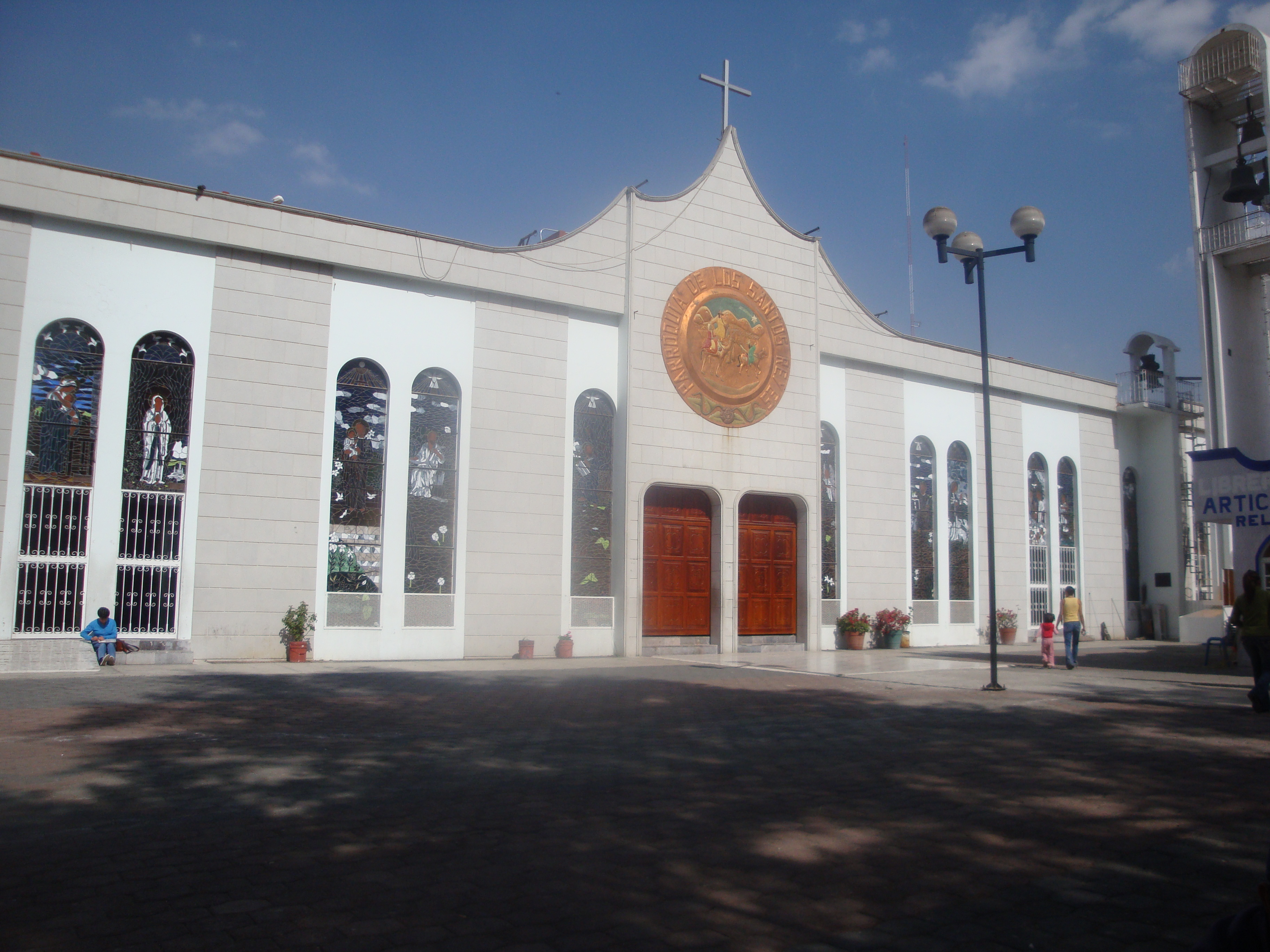
Parroquia de los Santos Reyes.

El día 6 de enero se celebra la fiesta patronal del municipio en honor de los Santos Reyes. En ella se colocan juegos mecánicos y se ameniza el baile en la explanada municipal con distintos grupos musicales, instalan castillos pirotecnia, en la calle principal se instala un tianguis de juguetes que dura toda la noche para que los reyes magos puedan efectuar sus compras.
En el pueblo de San Sebastián Chimalpa se festeja el día 20 de enero a San Sebastián mártir.

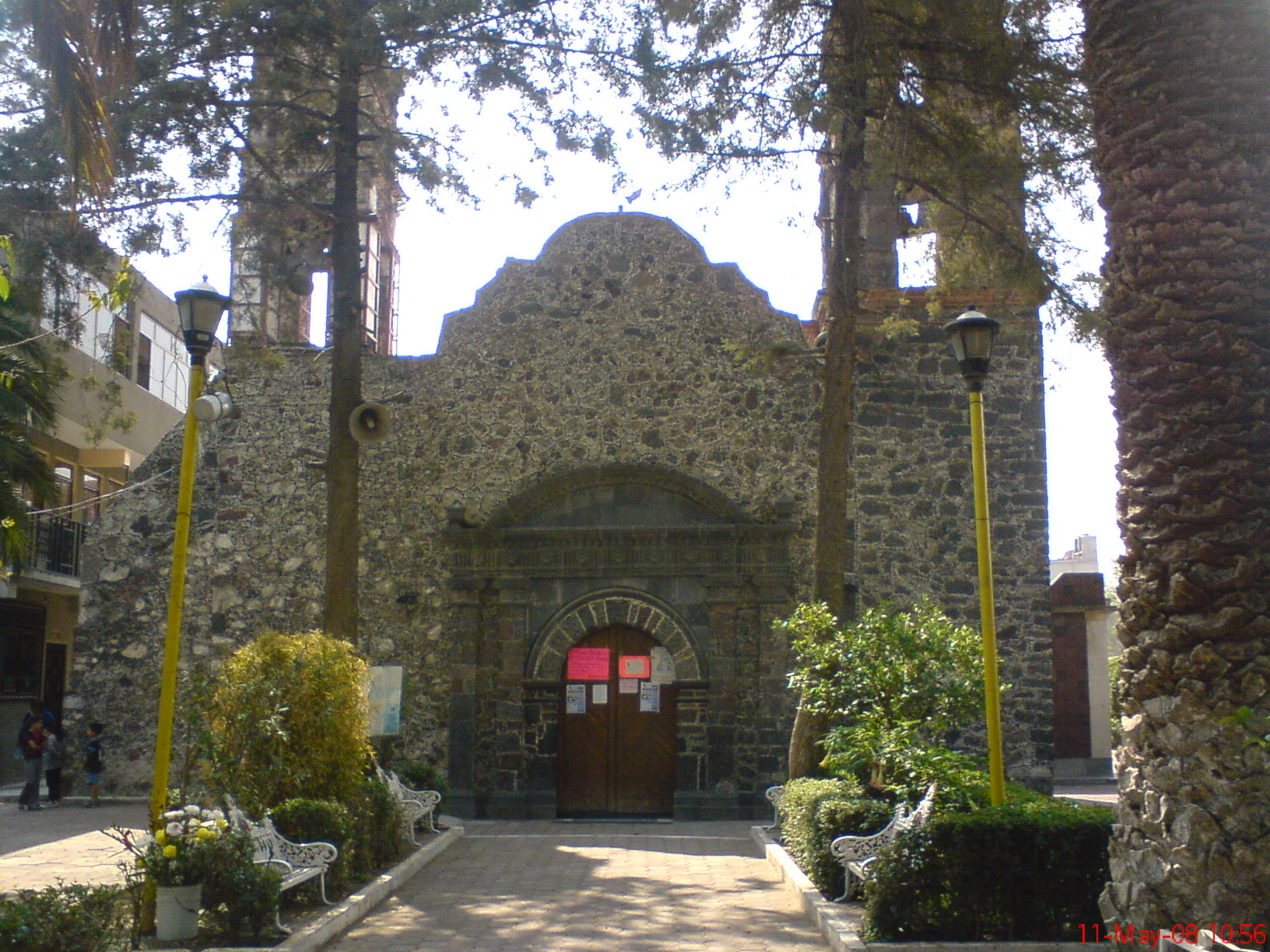
Parroquia de San Sebastián mártir.

El día 28 del mismo mes se realiza la fiesta chica del pueblo, dedicada a Nuestra Señora de Belén.
En febrero o marzo se realiza el carnaval en las localidades de Los Reyes Acaquilpan, La Magdalena Atlicpac, San Sebastián Chimalpa y Ancón, con una duración de cuatro días y contando con la participación de los tradicionales "charros carnavaleros" vestidos con trajes típicos de charros y escaramuzas con vivos plateados o dorados, que danzan con distintas bandas de música por las calles de cada localidad acompañados de carros alegóricos que transportan reinas y princesas elegidas por la comunidad.
En marzo o abril se realiza la conmemoración de la Semana Santa en los distintos templos del municipio.

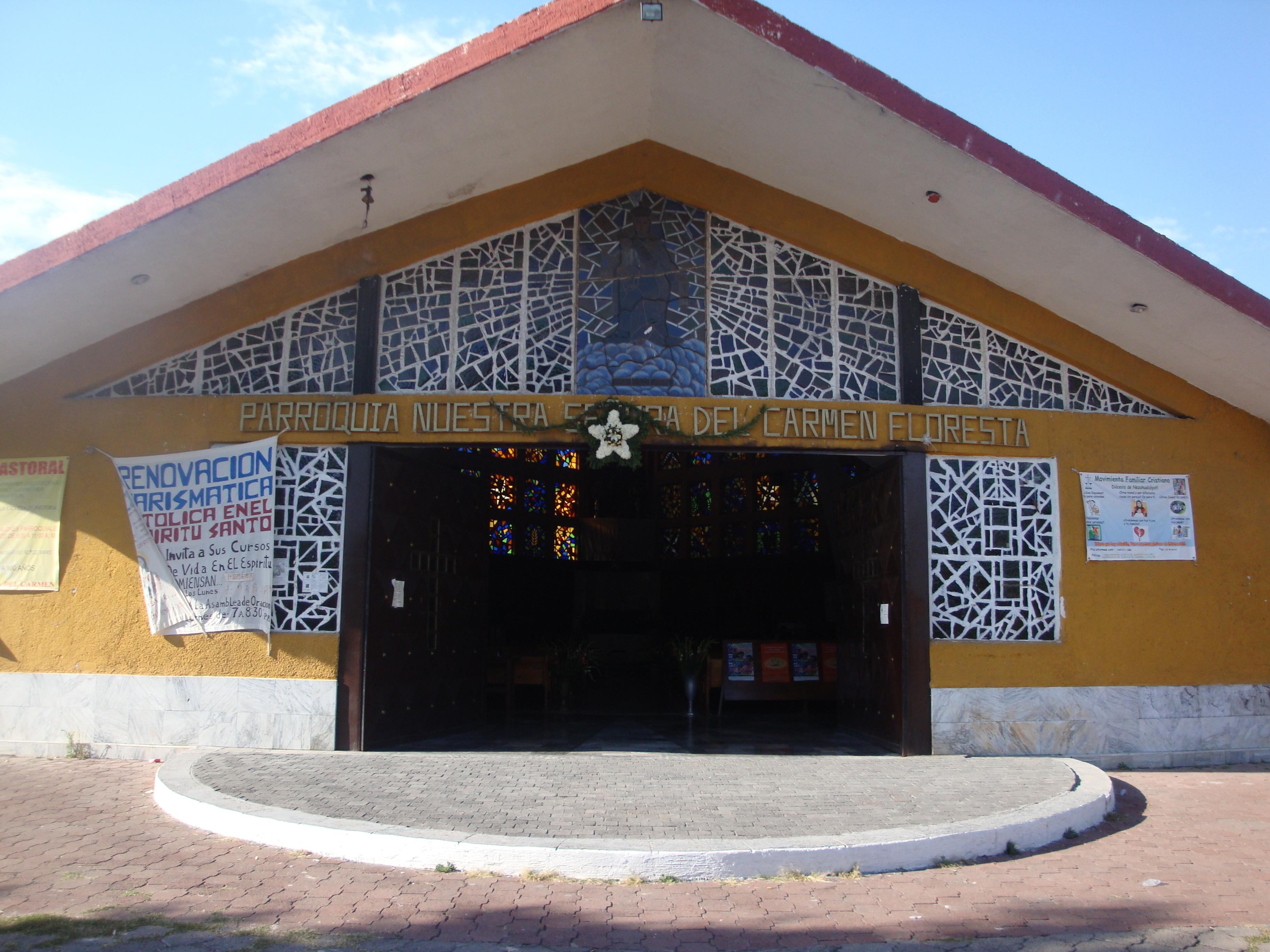
Parroquia de Nuestra Señora del Carmen.

En la Col. Ejidal el Pino, la fiesta patronal se realiza el 15 de mayo en honor a San Isidro Labrador y ofrece diversas festividades como antojitos, juegos mecánicos y fuegos pirotécnicos en honor al santo patrón.
En el Fraccionamiento Floresta, la fiesta patronal se realiza el 16 de julio en honor de Nuestra Señora del Carmen.
En el pueblo de La Magdalena Atlicpac el día 22 de julio se venera a Santa María Magdalena, patrona del pueblo.
En el pueblo de San Salvador Tecamachalco se festeja el día 6 de agosto al santo patrón El Divino Salvador.

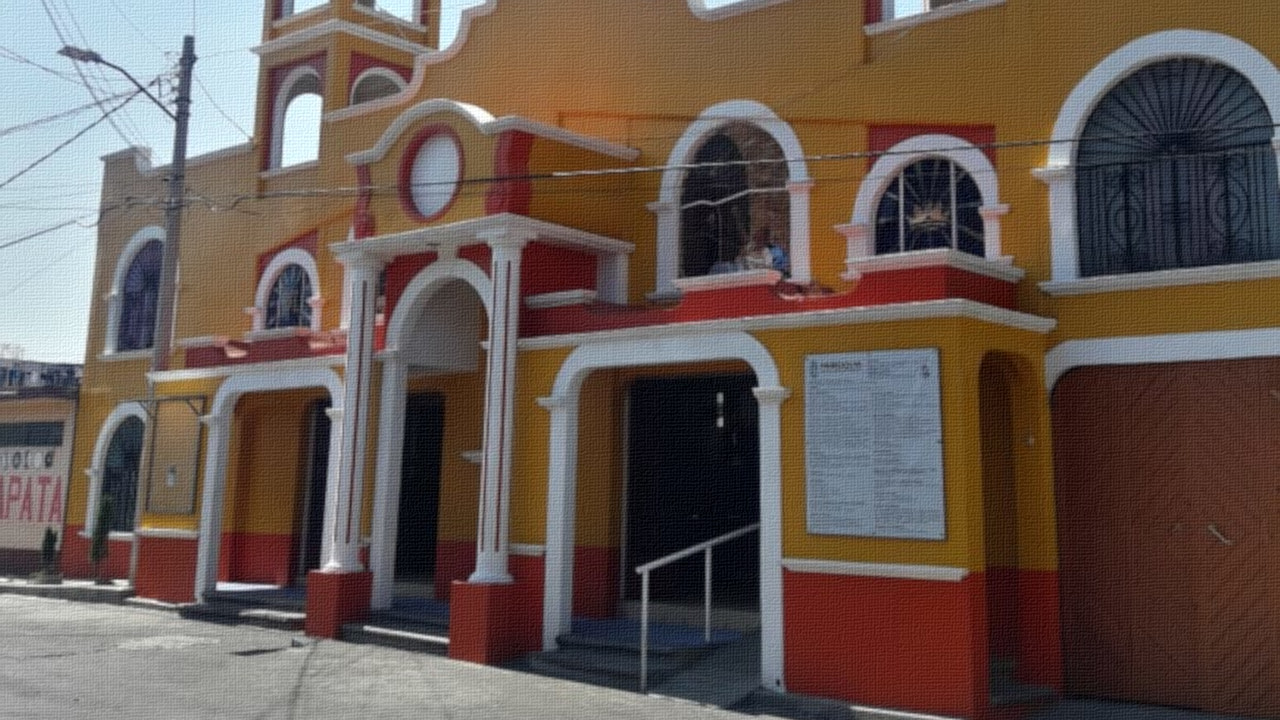
Parroquia de Nuestra Señora de Guadalupe.

En las colonias Ancón, Valle de los Reyes y Emiliano Zapata se celebra el 12 de diciembre a Nuestra Señora de Guadalupe.
En la colonia del Salado hay una pequeña comunidad de Judíos, sefarditas, al parecer siguen la tradición Ortodoxa.

#### Cívicas
El 15 y 16 de septiembre se llevan a cabo las festividades del día la Independencia de México en el municipio. El día 15, en el palacio municipal, el alcalde da el Grito de Independencia y concede el indulto a los presos que se encuentran en las galeras de la Dirección de Seguridad Pública Municipal.
El día 16, se realiza un desfile conmemorativo, en el que el presidente municipal pasa revista al contingente conformado por estudiantes de algunos centros de enseñanza del municipio y personal de las distintas áreas administrativas, además del personal del DIF y del Organismo Público Descentralizado de Agua Potable, Alcantarillado y Saneamiento (OPDAPAS), también participan los integrantes del H. Cuerpo de Bomberos, de la Dirección Municipal de Protección Civil, de la Dirección de Seguridad Pública Municipal, del Agrupamiento Canino y de la Agencia de Seguridad Estatal.
El 20 de noviembre se realiza un desfile conmemorativo del aniversario de la Revolución mexicana.
En él participan estudiantes de algunos centros de enseñanza del municipio y personal de las distintas áreas administrativas, además del personal del DIF y del Organismo Público Descentralizado de Agua Potable, Alcantarillado y Saneamiento (OPDAPAS), también participan los integrantes del H. Cuerpo de Bomberos, de la Dirección Municipal de Protección Civil y de la Dirección de Seguridad Pública Municipal.

### Gastronomía
Los platillos típicos del municipio son los tlapiques y el ahuautle. Los tlapiques consisten en tamales elaborados con vísceras de pollo; el ahuautle, conocido como el "caviar mexicano", es la hueva obtenida del insecto llamado axayácatl que vive en las zonas lacustres. Además de estos alimentos, son populares el mole, la barbacoa y las carnitas de puerco.

### Música
El grupo más sobresaliente es la Sonora Maracaibo, que nació el 22 de noviembre de 1958. En 1969 recibieron un disco de oro por sus éxitos "No dejes de quererme" y "Dime la verdad".
Han recibido el premio Diosa de Plata en tres ocasiones: en 1970, 1971 y 1972.
Han aparecido en distintos programas de televisión como en El Club del Hogar, Hoy Mismo, Siempre en Domingo y Nuestra Casa, y han participado en las películas El Día de los Albañiles, El Día de los Albañiles 2, El Vecindario, El Vecindario 2 y Las Ficheras.

## Deporte
Dentro del municipio se encuentran nueve equipamientos deportivos, ubicados principalmente en la cabecera municipal. El más importante del norte del municipio es el Deportivo San Sebastián, y el de la zona oriente,
inaugurado el 24 de julio de 2014, el gobernador del
Estado de México Eruviel Ávila Villegas , puso en funcionamiento la Plaza
Estado de México "Soraya Jiménez" la cual consta de 11 hectáreas, contó con una inversión mayor a los 182 millones de pesos.

### Módulos deportivos y gimnasios
| Nombre                           | Ubicación                                                                    | Superficie (m²) | Características     | Turnos  |
| -------------------------------- | ---------------------------------------------------------------------------- | --------------- | ------------------- | ------- |
| Deportivo Ancón                  | Av. Pantitlán y Av. Las Torres. Col. Tecamachalco                            | 2010            | 4 canchas           | 1 turno |
| Deportivo San Sebastián Chimalpa | Entre las calles de Sonora, Gabriel Alcántara y Río San Joaquín. Col. Atenco | 11 650          | 5 canchas           | 1 turno |
| Deportivo Los Reyes              | Entre Simón Bolívar y Horacio Zúñiga. Col. Los Reyes                         | 4300            | 2 canchas de fútbol | 1 turno |
| Gimnasio Olímpico Infantil       | Calle 9, esq. Av. Lerma. Col. Valle de Los Reyes                             | 230             |                     | 1 turno |

### Canchas deportivas
| Plaza Estado de México "Soraya Jiménez"   | Parte alta Col. Ejidal el Pino.                       | 11 Hectáreas. | 1 Alberca semi olímpica techada, 2 canchas de fútbol balompié, 1 pista de atletismo, 1 cancha de básquetbol, 1 cancha de frontón, 5 canchas de usos múltiples, 2 canchas de voleibol, 1 pista de ciclismo, 1 trota-pista, 1 gimnasio, áreas de ejercitadores, módulos de juegos infantiles y áreas para deportes extremos. | 2 turnos |
| ----------------------------------------- | ----------------------------------------------------- | ------------- | --- | -------- |
| Deportivo Liga de Fútbol Rápido Los Reyes | Av. Puebla s/n. Col. Magdalena de Los Reyes           | 1040          | 2 canchas de fútbol rápido | 1 turno  |
| Cancha de fútbol rápido Los Reyes 2000    | Fco. I Madero 93. Los Reyes Acaquilpan                | 500           | 1 cancha de fútbol rápido | 1 turno  |
| Cancha de béisbol                         | Entre Simón Bolívar y Horacio Zúñiga. Col. Los Reyes  | 2050          | 1 cancha de béisbol | 1 turno  |
| Módulo Deportivo La Magdalena             | Av. Laurel s/n. Bosques de La Magdalena               | 4450          | 4 canchas | 1 turno  |
| Módulo Deportivo Los Pinos                | Acambay, esq. Presa del Sordo Col. Valle de Los Pinos | 410           | 1 cancha | 1 turno  |

## Relaciones internacionales

### Convenios
Los Reyes La Paz cuenta con convenios de cooperación específica, cuyo objetivo es establecer actividades, con la finalidad de facilitar la ejecución del convenio. Estos convenios se celebran porque las partes signatarias focalizan la cooperación específicamente para fortalecer áreas complementarias como turismo, gobierno, seguridad, etc. Los convenios que tiene la ciudad, son con las siguientes ciudades alrededor del mundo:
- Nicolás Romero, México (2019).[55][56]
- Otzolotepec, México (2019).[55][56]
- Coacalco, México (2019).[55][56]
- Teoloyucan, México (2019).[55][56]
- Ocoyoacac, México (2019).[55][56]

### Intercambios Culturales
Los Reyes La Paz cuenta con intercambios culturales, cuyo objetivo es establecer actividades, con la finalidad de facilitar la ejecución de los intercambios. Estos intercambios se celebran porque las partes signatarias focalizan la cooperación específicamente para fortalecer áreas complementarias como turismo, gobierno, seguridad, etc. Los convenios que tiene la ciudad, son con las siguientes ciudades alrededor del mundo:
- Huejotzingo, México (2015)[57]
- Valle de Chalco, México (2019)[58]